# Simtek
Vous lisez un « article de qualité » labellisé en 2021.  Il fait partie d'un « thème de qualité ».
Simtek Research Ltd, plus connu sous le nom de Simtek pour Simulation Technology, est un ancien bureau d'études et préparateur automobile fondé en août 1989 par Nick Wirth, ingénieur, et Max Mosley, ancien fondateur de l'écurie March Engineering, qui s'implique en Formule 1 à partir de 1992 en tant que constructeur de monoplaces, avant de s'engager en tant qu'écurie en 1994 et 1995.
Installé à Banbury au Royaume-Uni où il dispose de sa propre soufflerie, Simtek fournit à de nombreuses écuries de Formule 3000, de Champ Car, de FIA Groupe C et de Formule 1, des services peu coûteux mais à la pointe de la technologie en termes de conception, de recherche et de développement, que ce soit dans la construction de soufflerie ou la conception et la préparation de monoplaces. C'est ainsi qu'il développe un châssis S192 pour le constructeur allemand BMW qui prévoyait de s'engager en Formule 1 en 1990.
En 1992, Max Mosley, élu président de la Fédération internationale de l'automobile, quitte Simtek et revend ses parts à Nick Wirth, qui adapte la BMW S192 et la vend sous la dénomination S921 à l'écurie italienne Andrea Moda Formula qui l'engage à partir du Grand Prix d'Espagne, quatrième manche de la saison. Cette équipe, très mal préparée à la discipline-reine du sport automobile, est exclue du championnat du monde de Formule 1 par la Fédération internationale du sport automobile avant même la fin de l'année pour avoir nui à la réputation de ce sport.
Nick Wirth reprend les plans de l'Andrea Moda S921 et s'associe à Escuderia Bravo F1 España, un projet d'écurie espagnole qui souhaite intégrer la Formule 1 en 1993. Le manque de moyens de l'équipe espagnole et l'échec de la nouvelle Bravo S931 aux crash-tests imposés par la FIA font rapidement avorter ce projet.
Frustré par les échecs successifs de ses écuries clientes, Nick Wirth fonde, en août 1993, l'écurie Simtek Grand Prix, une structure composée de dix-neuf employés et parrainée par le triple champion du monde Jack Brabham dans l'optique d'un engagement en Formule 1 dès 1994. La Simtek S941, évolution à l'aérodynamique soignée des monoplaces précédentes et mue par un moteur V8 Ford-Cosworth, est confiée à David Brabham et Roland Ratzenberger. Cette première saison est marquée par le décès du pilote autrichien lors des essais du Grand Prix de Saint-Marin. Ce drame, couplé à la mort d'Ayrton Senna lors de cette même épreuve, entraînent d'importantes réformes en matière de sécurité et des discussions quant à l'engagement d'écuries à faible budget accusées d'être incapables de fournir un matériel sûr à leurs pilotes.
Après une première saison vierge de points, Simtek obtient un partenariat avec l'écurie Benetton Formula, qui fournit sa boîte de vitesses semi-automatique pour la nouvelle S951 et prête le Néerlandais Jos Verstappen pour 1995. Avec l'Italien Domenico Schiattarella, Verstappen permet à l'écurie britannique d'atteindre occasionnellement le milieu de grille.
Pour autant, dès la cinquième manche du championnat, au Grand Prix de Monaco, Simtek annonce avoir contracté plus de six millions de livres sterling de dettes. Faute d'avoir trouvé un investisseur potentiel, Simtek Grand Prix, puis Simtek Research Ltd, sont mis en liquidation judiciaire en juin 1995. En vingt-et-une qualifications en Grands Prix, Simtek n'a jamais inscrit de point, son meilleur résultat en course est une neuvième place acquise au Grand Prix de France 1994 par Jean-Marc Gounon puis au Grand Prix d'Argentine 1995 par Domenico Schiattarella, et sa meilleure qualification est une quatorzième place obtenue par Jos Verstappen en Argentine en 1995.

## Les débuts d'un bureau d'études

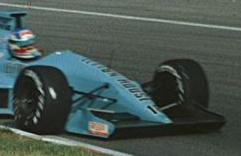
La March 881 de 1988 est la première monoplace de Formule 1 sur laquelle travaille Nick Wirth.

En 1987, Nick Wirth, âgé de seulement 21 ans, est déjà considéré comme un brillant ingénieur par le monde de la Formule 1. Dès 1986, il se lie d'amitié avec Mark Herd, le fils de Robin Herd, cofondateur de l'équipe March Engineering, ce qui lui permet de faire un stage au sein de cette équipe durant l'été 1986, lors duquel il collabore au développement des monoplaces de Formule 3000 et d'IndyCar. Il rejoint ensuite le motoriste Hart où il est chargé du remplissage des moteurs. Son expérience lui permet de rédiger une thèse sur l'admission d'air dans les moteurs, ce qui lui vaut de recevoir un prix de la part de l'Institution of Mechanical Engineers. Deux jours après avoir décroché son diplôme en génie mécanique à l'University College de Londres avec mention très bien, il est recruté par March Engineering en tant que chef aérodynamicien. Il assiste Adrian Newey dans la conception de la March 881 et de la March CG891. Il est chargé de développer la March 88G, engagée aux 24 Heures du Mans 1988. Il imagine également un système de suspension active. En octobre 1988, l'écurie française Ligier contacte Nick Wirth pour le poste de directeur technique en 1989, mais après le rachat de l'équipe par Leyton House cette même année, l'ingénieur quitte March, accompagné de l'avocat Max Mosley et de Mark Herd. Sur les conseils de ce dernier, en août 1989, Nick Wirth, désireux de créer son propre bureau d'études, et Mosley fondent la société Simtek Research Ltd. (Simtek pour Simulation Technology), destinée à offrir des services peu coûteux mais à la pointe de la technologie en termes de conception, de recherche et de développement à des écuries de course automobile,,,.
D'abord installée dans un bureau situé au domicile de Wirth, Simtek, grâce aux réseaux de Mosley, s'agrandit et s'installe à Banbury au Royaume-Uni, où est construite une soufflerie. Le bureau d'études compte de nombreux clients, dont la Fédération internationale de l'automobile, le gouvernement français, de nombreuses écuries de Formule 3000, de Champ Car, de FIA Groupe C, et de l'écurie de Formule 1 Ligier, pour qui Simtek conçoit et construit une nouvelle soufflerie dans son usine située sur le circuit de Nevers Magny-Cours. En 1992, Max Mosley, élu président de la Fédération internationale de l'automobile, quitte Simtek et revend ses parts à Nick Wirth,.

## Un concepteur de monoplaces pour plusieurs écuries deFormule 1

### 1990: Simtek et BMW

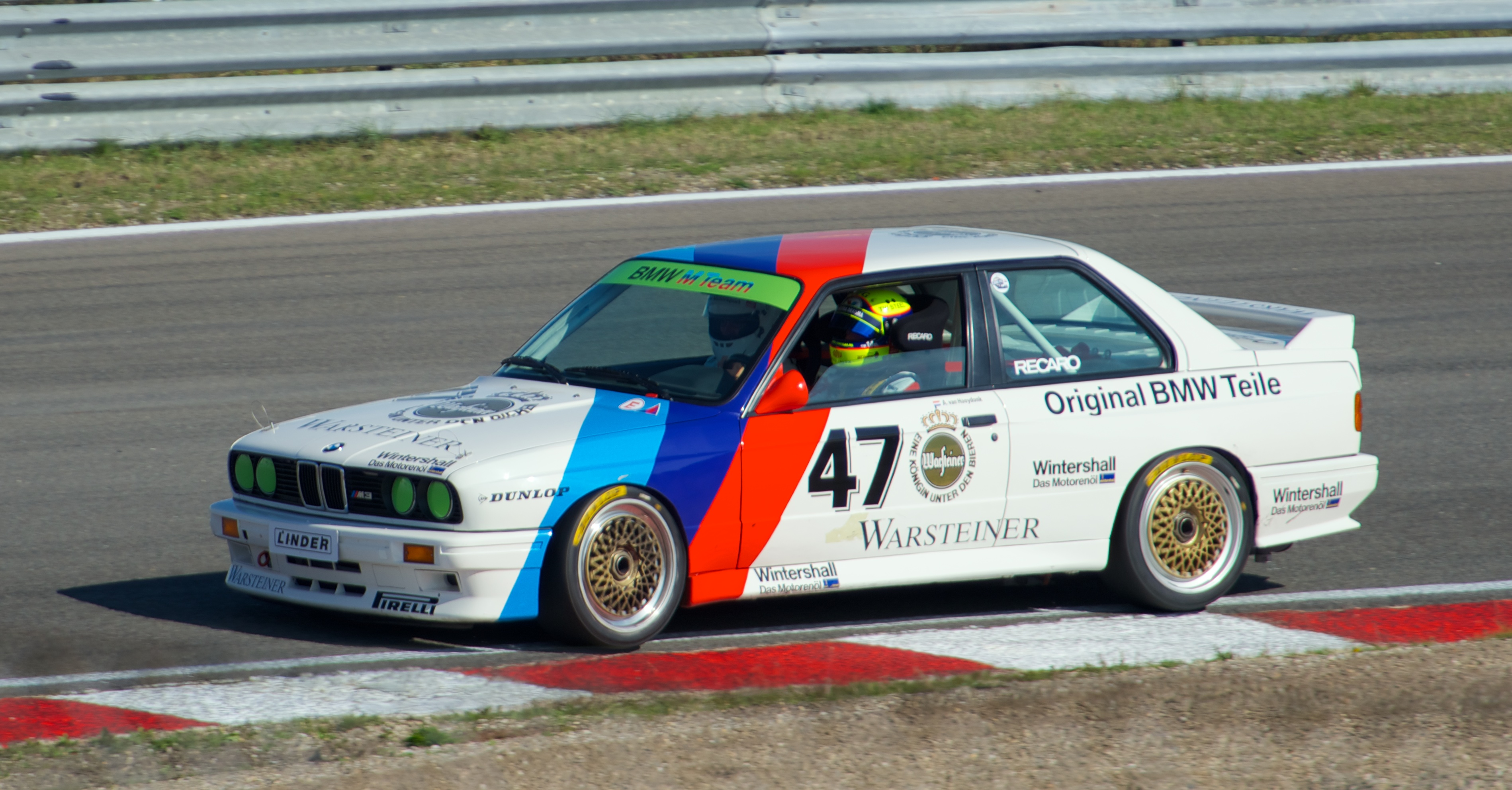
Simtek prépare la BMW M3 E30, engagée en championnat allemand des voitures de tourisme en 1991.

En 1987, le constructeur allemand BMW se retire de la Formule 1 où elle officie en tant que motoriste, arguant que sa réussite est trop dépendante de celle des écuries qu'elle motorise (elle équipait entre autres Brabham, Benetton et Arrows). En 1988, le nouveau directeur de BMW Motorsport, Karl-Heinz Kalbfell, commence les préparatifs d'un retour du constructeur allemand en Formule 1. En février 1990, les rumeurs se font de plus en plus insistantes sur un éventuel engagement de BMW : Kalbfell doit alors présenter un châssis de Formule 1 conçu à moindre frais, mais qui pourrait être engagée en course par le constructeur allemand. Ainsi, Simtek est mandatée afin de concevoir, en toute discrétion, une monoplace. Cette BMW S192, équipée d'un moteur V12, est considérée par le constructeur comme une première étape afin d'appréhender l'environnement de la discipline-reine du sport automobile. mais le projet est finalement abandonné, puisque le conseil d'administration de BMW ne soutient pas l’idée de sous-traiter la conception et le développement de sa monoplace à un bureau d'études indépendant. Toutefois, BMW charge Simtek de préparer la BMW M3 E30 engagée en Deutsche Tourenwagen Meisterschaft en 1991,,,,,,.

### 1992: Simtek et Andrea Moda Formula

#### L'adaptation de la BMW S192 à la nouvelle réglementation en vigueur

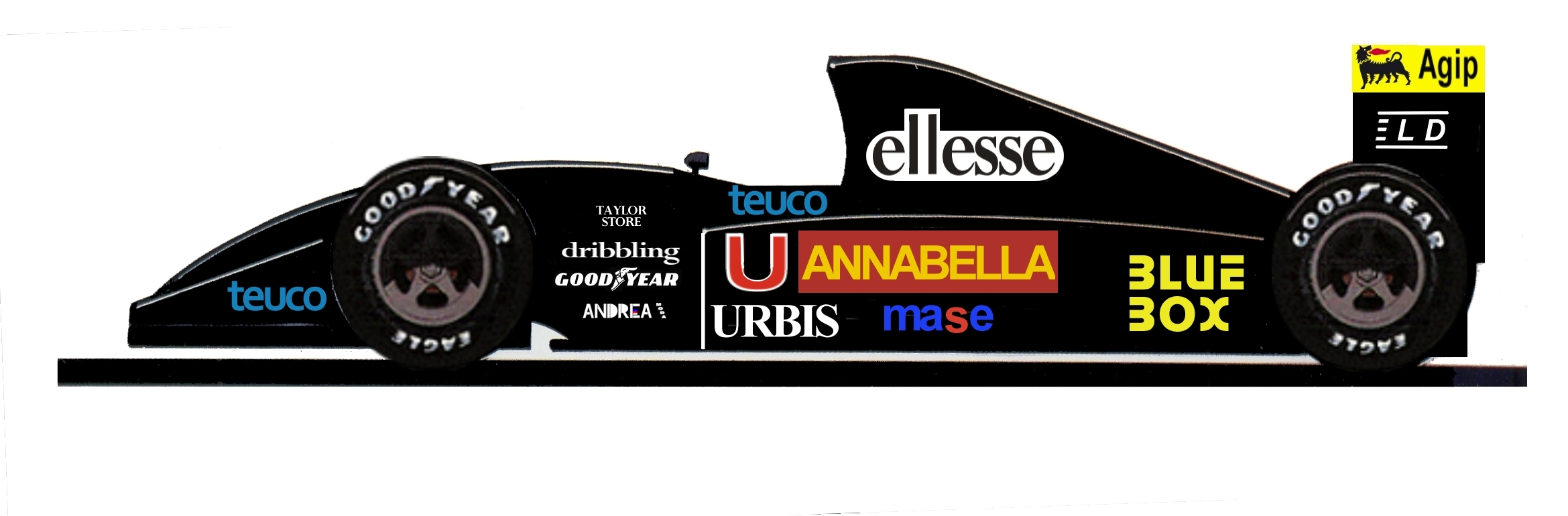
Représentation de l'Andrea Moda S921, qui est une adaptation du châssis BMW S192 de 1990.

En septembre 1991, Enzo Coloni, très endetté après cinq saisons calamiteuses passées en Formule 1, vend, pour huit millions de dollars, l'écurie Coloni à l'homme d'affaires italien Andrea Sassetti, fondateur de l'entreprise de mode Andrea Moda. En décembre 1991 l'écurie, rebaptisée Andrea Moda Formula, annonce qu'un nouveau châssis, l'Andrea Moda S921, conçu par Simtek à Banbury, sera engagé au début de la saison européenne,,. En effet, Nick Wirth vend la BMW S192 de 1990 à la petite structure italienne, l'ingénieur souhaitant voir sa création en piste pour la première fois. Afin de moderniser le châssis, Wirth est assisté par le directeur technique d'Andrea Moda Formula, Paul Burgess, ainsi que de deux mécaniciens, Riccardo Rosa et Silvio Romero. Burgess, parfois considéré à tort comme l'un des concepteurs de la S921, prend finalement ses distances avec le projet et ne donne que quelques conseils afin d'améliorer la voiture,.
En attendant la finalisation de la S921, prévue pour le Grand Prix d'Espagne, quatrième manche du championnat du monde de Formule 1 1992 qui se tient au début du mois de mai, Sassetti souhaite remettre à niveau la Coloni C4, utilisée par Coloni en 1991, et vieille de deux ans et demi. Il achète deux moteurs V10 Judd, ainsi que l'essieu arrière et la boîte de vitesses à six rapports de la Dallara 191 engagée par la Scuderia Italia. Dans les premières semaines de l'année 1992, ces pièces d'occasion sont greffées à la désormais Coloni C4B par les étudiants de l'université de Pérouse, sous la direction de Paul Burgess, directeur technique de l'écurie,,,,.
Avant la séance de pré-qualifications du premier Grand Prix de la saison disputé en Afrique du Sud, la FISA procède à l'inspection technique de l'ensemble des monoplaces engagées qui conduit à un imbroglio juridico-sportif. Si les commissaires sportifs trouvent que la Coloni C4B reste très similaire à la Coloni C4 engagée par Coloni en 1991 (la seule différente marquante entre les deux châssis étant le système de suspension arrière), ils déclarent la monoplace conforme au règlement en vigueur. Toutefois, l'instance dirigeante de la Formule 1 constate dans la foulée que la société que Sassetti a rachetée à Coloni n'est pas celle qui engageait les voitures en championnat du monde. Andrea Moda ne peut donc plus prétendre être la continuation de l'équipe Coloni mais une nouvelle écurie ; dans ce cas, ses voitures ne sont plus conformes puisque les « Accords de la Concorde » stipulent qu'une nouvelle écurie doit engager un châssis inédit. La FISA décide donc d'exclure Andrea Moda Formula du championnat du monde.
Andrea Sassetti, qui maintient que son écurie doit être considérée comme la succession de Coloni et non comme une nouvelle venue dans la discipline (de sorte à pouvoir engager légalement un ancien châssis et à ne pas payer de caution d'entrée à la FISA) n'a pas réglé le montant de l'inscription de 100 000 dollars demandé à chaque nouvelle équipe. La FISA maintient que Sassetti est le fondateur d'une nouvelle écurie car s'il a bien racheté les anciennes monoplaces et les équipements d'Enzo Coloni, il n'a pas pour autant acheté son droit à participer au championnat du monde. Soucieux d'apaiser les tensions, Bernie Ecclestone, qui pourtant se réjouissait de l'exclusion de l'équipe italienne qui permettrait d'éviter d'organiser des séances de pré-qualification, réunit la FOCA afin de demander d'une part la prise en charge des frais de transport du matériel de l'équipe vers sa base italienne si jamais son exclusion est maintenue, d'autre part la signature d'une pétition demandant la réintégration d'Andrea Moda au championnat si l'écurie s'engage à se mettre en conformité avec le règlement sportif et technique dès la course suivante. En ce cas, l'exclusion se transformerait en forfait dû à un cas de force majeure n’entraînant pas de sanction financière pour l'écurie. Deux jours après l'exclusion du Grand Prix d'Afrique du Sud, et après avoir envisagé de fermer son écurie, Andrea Sassetti conclut un accord avec la FISA : Andrea Moda Formula, qui a finalement payé la "caution", est admise à participer au championnat du monde de Formule 1 à condition d'engager un châssis inédit. La semaine suivante, la FISA annonce que si Andrea Moda se présente à Mexico avec deux monoplaces inédites répondant au règlement, l'équipe serait réintégrée en championnat.
Nick Wirth, qui n'avait prévu la livraison des châssis Andrea Moda S921, que pour le Grand Prix d'Espagne, début mai, doit donc achever son travail pour le Grand Prix suivant, au Mexique. Dès lors, Andrea Moda Formula presse le bureau d'études britannique afin que la S921 soit livrée dans les temps car l'équipe risque une amende de la FISA pour non-présentation de ses monoplaces aux premières courses de la saison. L'Andrea Moda S921 est achevée en mars 1992, Simtek devant terminer la monoplace (notamment greffer le moteur et le système de transmission) au plus vite. Pour ce faire, certains mécaniciens d'Andrea Moda Formula, ainsi que quelques mécaniciens d'écuries rivales désireux de gagner un peu d'argent, ont prêté main-forte au bureau d'études britannique. Deux châssis (S921/1 et S921/2) sont construits. Toutefois, les deux monoplaces ne sont jamais prêtes simultanément à l'emploi, l'écurie italienne ne disposant pas d'assez de pièces pour faire tourner les deux châssis. Ainsi, la S921/2 est considérée comme une « voiture-mulet » et une banque de pièces détachées pour la S921/1. De plus, la seconde voiture hérite des pièces usagées de la première, comme la colonne de direction ou les suspensions.

#### L'Andrea Moda S921, une monoplace honorable mais gâchée par Sassetti

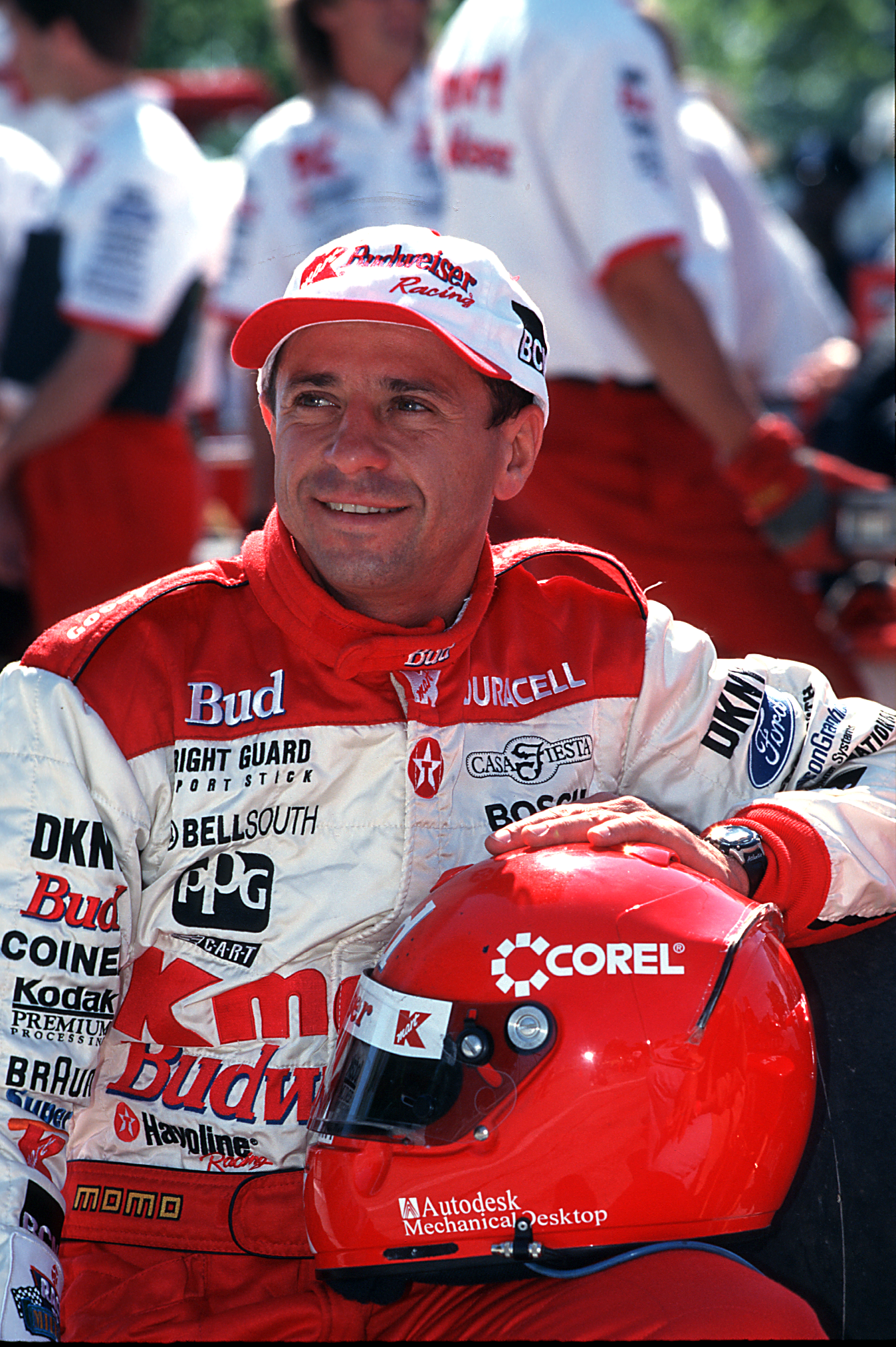
Pour Roberto Moreno, la S921 de Nick Wirth est performante mais trop mal préparée par Andrea Moda Formula.

Confiée à Roberto Moreno et Perry McCarthy, la S921 prend part à onze Grands Prix de Formule 1. Elle réalise sa meilleure performance lors du Grand Prix de Monaco, où Moreno se qualifie en vingt-sixième et dernière position pour la course, à 5,5 secondes de la pole position de Mansell, et devançant même les Brabham BT60B d'Eric van de Poele et Damon Hill. En course, le Brésilien abandonne au onzième tour en raison de la casse de son moteur Judd, alors qu'il était dix-neuvième grâce aux sept abandons déjà survenus,.
Il s'agit de la seule participation en course de la S921, puisque celle-ci ne parvient quasiment jamais à dépasser le stade des préqualifications. La monoplace de Nick Wirth n'est pas préparée sérieusement par les ingénieurs d'Andrea Moda Formula, et les nombreuses frasques de l'écurie conduisent à son exclusion définitive du championnat : en effet, à l'issue du Grand Prix de Belgique, la FISA publie un communiqué annonçant que le conseil mondial décide, sur proposition du bureau permanent de la commission F1, d'exclure définitivement Andrea Moda Formula, avec effet immédiat, au titre de l'article 166 qui prévoit l'exclusion du championnat pour nuisance à sa réputation.
Néanmoins, Moreno et McCarthy considèrent que Simtek n'est en rien responsable de l'échec d'Andrea Moda Formula : selon le Brésilien, la S921 est « une très bonne voiture […] au potentiel fantastique. Nick Wirth est venu avec un très bon châssis mais l'équipe a tout fait sans argent : à Monte-Carlo, la voiture tombait en morceaux. Ils n'ont jamais acheté de nouvelles pièces pour elle ». Quant à son équipier, il prend « la défense de Nick Wirth car ce qui est arrivé n'est pas de sa faute. Ce n'est pas le design mais la manière dont la voiture a été préparée pour courir ».

### 1992-1993: Simtek et le projetEscuderia Bravo F1 España
Peu après l'échec d'Andrea Moda Formula, Simtek s'associe avec une nouvelle structure, l'Escuderia Bravo F1 España, qui est présentée à Adélaïde au début du mois de novembre 1992, en marge du Grand Prix d'Australie,. Ce nouveau projet, qui doit être la première écurie espagnole de l'histoire de la Formule 1, est soutenue par un consortium d'entreprises espagnoles mené par l'homme d'affaires Jaime Magrans i Perello, un importateur de motos Ducati, par le quotidien El Mundo, le gouvernement espagnol et la société japonaise Casio, qui a signé un accord de principe. La direction sportive de l'équipe est assurée par Jean-François Mosnier, qui a auparavant travaillé pour Brabham, Cooper, Ligier et Lola, assisté par l'ancien pilote Adrián Campos. Nick Wirth, via Simtek, est le directeur technique. Plusieurs noms circulent quant à l'identité des pilotes de l'écurie, dont Jordi Gené, Thierry Boutsen, Nicola Larini, Luca Badoer, Ivan Arias et Damon Hill, dont le nom prestigieux pourrait attirer des commanditaires potentiels,,,.
Bravo F1 prévoit de participer au championnat du monde de Formule 1 dès 1993 en reprenant les plans de l'Andrea Moda S921. Simtek assure alors le développement de la nouvelle Bravo S931, à l'aide des cinq ou six ingénieurs de l'équipe espagnole qui doit composer avec un budget de 3 millions de dollars, soit moitié moins que le budget d'Andrea Moda Formula, alors qu'une usine doit être construite près de Barcelone. Après des négociations infructueuses avec Mugen-Honda, Hart et Lamborghini, un accord est conclu avec Judd, le motoriste le moins cher du plateau, pour la fourniture d'un moteur V8. La boîte de vitesses est fournie par Dallara,,.
Or, une semaine après la naissance de l'écurie Bravo F1, son directeur sportif, Jean-François Mosnier, meurt des suites d'un cancer à l’hôpital de Nice, mettant ainsi en péril le projet,. En décembre 1992, la Bravo S931 échoue son crash-test d'homologation imposée par la Fédération internationale de l'automobile. Un responsable de la Fédération qualifie la S931 de « poubelle » et que l'écurie serait exclue du championnat du monde si elle se présentait avec cette monoplace. Dans le même temps, Bravo F1 engage l'Espagnol Jordi Gené, alors engagé en championnat international de Formule 3000, comme unique pilote de l'écurie.
Bravo F1 subit le coup de grâce le 4 janvier 1993, lorsque le cigarettier Marlboro, le commanditaire de Gené, annonce l'arrêt de son soutien au sport automobile espagnol. L'écurie ibérique, à court de liquidités, n'a plus les moyens de développer la S931 depuis son échec au crash-test, ni de payer les droits d'inscription au championnat du monde de Formule 1, auquel elle renonce. Néanmoins, en février, Bravo F1 annonce son intention de participer à la saison 1993 de Formule 3000 avec Jordi Gené, et souhaite mener des essais avec la S931 dans l'optique d'un engagement en Formule 1 en 1994, toujours avec Nick Wirth à la direction technique de l'écurie. La S931 est officiellement dévoilée : elle arbore une livrée bleu clair rayée de rouge, tandis que les ailerons sont violets,. Finalement, le 29 avril, quelques jours avant le début de la saison, Bravo F1 disparaît définitivement.

## Simtek Grand Prix en Formule 1

### Les préparatifs de Simtek
Le jour même de la disparition de Bravo F1, Nick Wirth, frustré des échecs de ses partenariats successifs avec Andrea Moda Formula et Escuderia Bravo F1 España, annonce que Simtek s'alignera en Formule 1 sous son nom propre à compter de la saison 1994. En août 1993, Wirth fonde l'écurie Simtek Grand Prix, dotée d'un budget de cinq millions de livres sterling et composée de dix-neuf employés, qui proviennent pour la plupart d'entre eux de l'ancienne écurie March Engineering. Directeur général et directeur technique de l'écurie, Nick Wirth est assisté de Konrad Schmitt, en qualité de team manager. À seulement 28 ans, Wirth est alors le plus jeune propriétaire d'écurie de l'histoire de la Formule 1,.
La Simtek S941 est conçue par Nick Wirth avec l'aide de Paul Crooks, designer en chef de Simtek Research. Il s'agit d'une profonde évolution de la Bravo S931, elle-même dérivée de l'Andrea Moda S921. Dès août 1993, Wirth présente une maquette de la S941, qui se démarque par un concept futuriste et une suspension avant innovante,,. Celle-ci est munie d'un triangle inférieur placé très haut, l'écart entre les deux triangles étant d'environ 12 à 15 cm comme sur l'arrière de la Williams FW16. Cette disposition présente l'avantage de ne pas perturber le flux d'air qui s'engage vers les pontons et la partie inférieure de la monoplace. Lorsque les suspensions actives sont bannies par la réglementation technique en 1994, Wirth est contraint de revenir à un système de suspension plus conventionnel qui rend la monoplace trop lourde. La S941 est propulsée par un moteur V8 Ford-Cosworth HB série VII, déjà utilisé par l'écurie Benetton Formula en 1992 et 1993. Ce bloc, d'une cylindrée de 3 497 cm³, délivre une puissance de 680 chevaux à 13 000 tours par minute, soit cinquante chevaux de moins que le moteur Ford-Cosworth EC Zetec-R qui équipe la Benetton B194.
La Simtek S941, qui ne bénéficie alors d'aucun commanditaire, arbore une livrée violette et noire. Elle est présentée le 29 octobre 1993. Avant le début du championnat, Simtek signe un partenariat commercial avec la chaîne de télévision américaine MTV, qui devient le sponsor-titre de l'écurie.

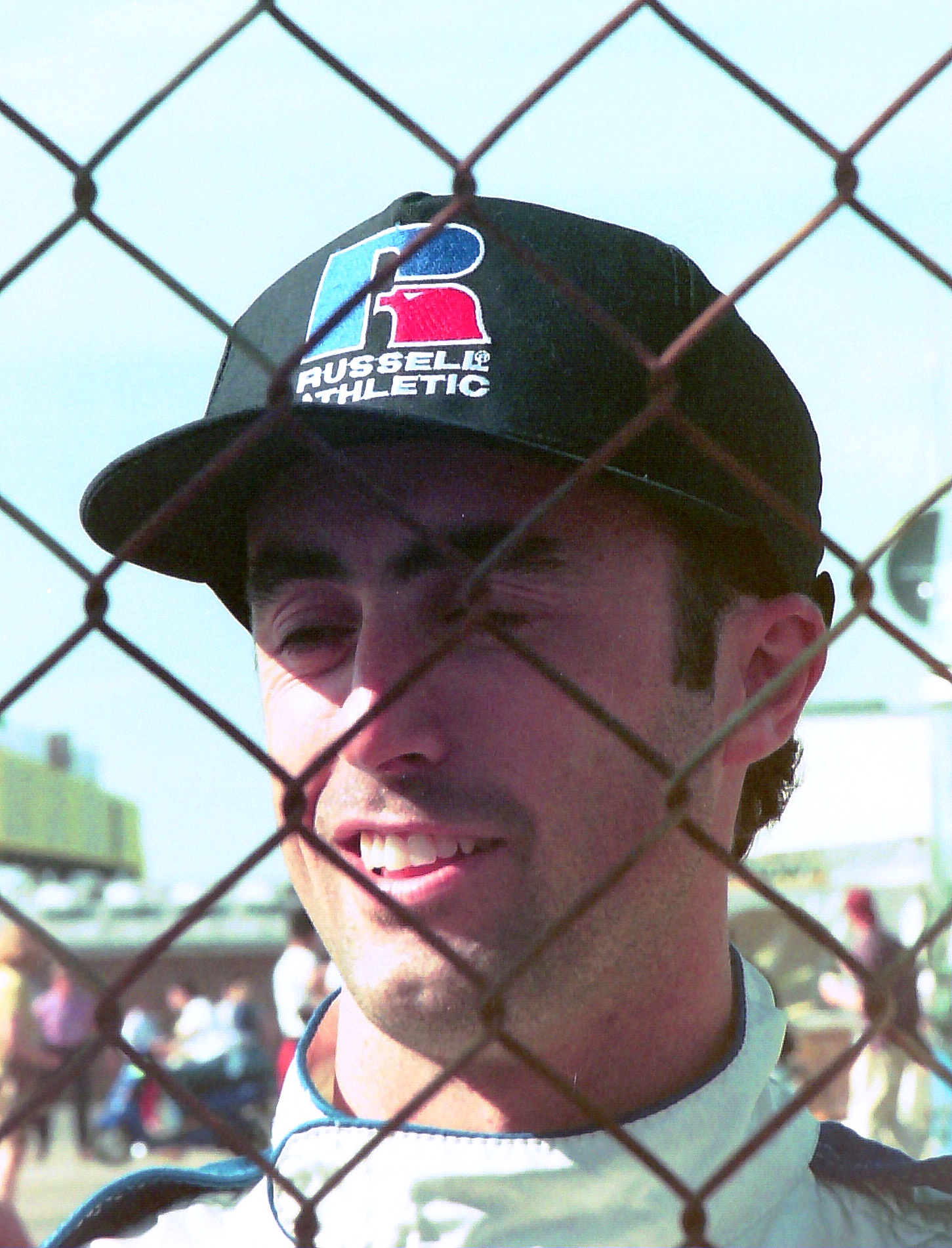
Après quatre ans d'absence, David Brabham (ici en 1994) fait son retour en Formule 1 avec l'écurie Simtek.

Pour piloter la S941, Wirth engage le pilote australien David Brabham, fils du triple champion du monde Jack Brabham, qui soutient la nouvelle structure en démarchant des commanditaires potentiels et en assurant un rôle de consultant. Wirth annonce, en outre, que les essais du nouveau châssis Simtek S941, doivent débuter dès le mois d'octobre et qu'un partenariat est conclu avec Ford-Cosworth pour la fourniture d'un moteur V8,,. Pour le second baquet, Nick Wirth, en mal d'argent, doit recruter un pilote capable de lui apporter un complément de budget. Il entame des négociations avec l'expérimenté Andrea De Cesaris, soutenu par Marlboro, puis avec le Brésilien Gil de Ferran qui peut potentiellement lui apporter le soutien de Sadia, une société américaine spécialisée dans le conditionnement de la viande. Wirth entre également en contact avec le Français Jean-Marc Gounon, qui pilote pour la Scuderia Minardi lors des deux dernières manches du championnat 1993. Gounon, d'abord inscrit comme second pilote Simtek par la Fédération internationale de l'automobile à la fin janvier 1994, s'engage également avec BMW pour disputer les premières manches de la saison 1994 du championnat de France de Supertourisme,,,,,. Le 7 mars 1994, Simtek annonce le recrutement de l'Autrichien Roland Ratzenberger pour les cinq premières manches du championnat tandis que Jean-Marc Gounon, faute de compléments financiers suffisants pour l'écurie, ne récupérera ce baquet qu'à partir du Grand Prix de France. En attendant, Gounon occupe le poste de pilote de réserve. Ratzenberger, soutenu par Barbara Behlau, une riche femme d'affaires monégasque, doit trouver des commanditaires supplémentaires s'il souhaite conserver son baquet chez Simtek pour le restant de la saison,.
Si les performances de la S941 s'avèrent très modestes lors des essais de pré-saison, les observateurs estiment que Simtek, grâce au soutien de Jack Brabham et de la présence de Nick Wirth, considéré comme un ingénieur renommé, pourrait marquer ses premiers points en Formule 1 dès sa première saison, au contraire de Pacific Racing, condamnée au fond de grille. Le directeur sportif, Charlie Moddy, encourage ses employés à vivre cette première saison comme une aventure et se donne pour mission de battre Pacific Racing, qui intègre elle aussi le championnat,. Mike Earle, le patron de l'ancienne écurie Onyx Grand Prix, commente les débuts de Simtek et de Pacific Racing, et estime que l'écurie de Nick Wirth a un avantage sur sa rivale : « Le budget global [d'une écurie de Formule 1] est contrôlé par la conception [de la monoplace]. Quand on parle du coût du travail des ingénieurs, ce n'est pas de leur salaire dont il est question, mais de la manière dont ils conçoivent la voiture. Nick Wirth étant à la fois le concepteur et le patron, il ne gaspille pas d'argent dans ce domaine. Au bout du compte, [Simtek a] fini par dépenser un million de dollars pour arriver où ils sont aujourd'hui ». Néanmoins, eu égard à la hausse des coûts en Formule 1, Earle estime qu'entrer dans la discipline-reine du sport automobile en 1994 est beaucoup plus difficile qu'à la fin des années 1980, quand les novices pouvaient espérer se battre contre Ferrari, McLaren et Benetton dès leur troisième année. Selon lui, lors de leurs cinq premières saisons, Simtek et Pacific ne pourront pas envisager mieux que de viser une douzième place en qualifications et, au maximum, la huitième place en course, le temps d'acquérir suffisamment d'expérience et d'attirer un sponsor capable d'apporter assez de liquidités pour lutter avec les meilleures équipes du plateau.

### 1994: une première saison marquée par la mort de Roland Ratzenberger

#### Des débuts difficiles

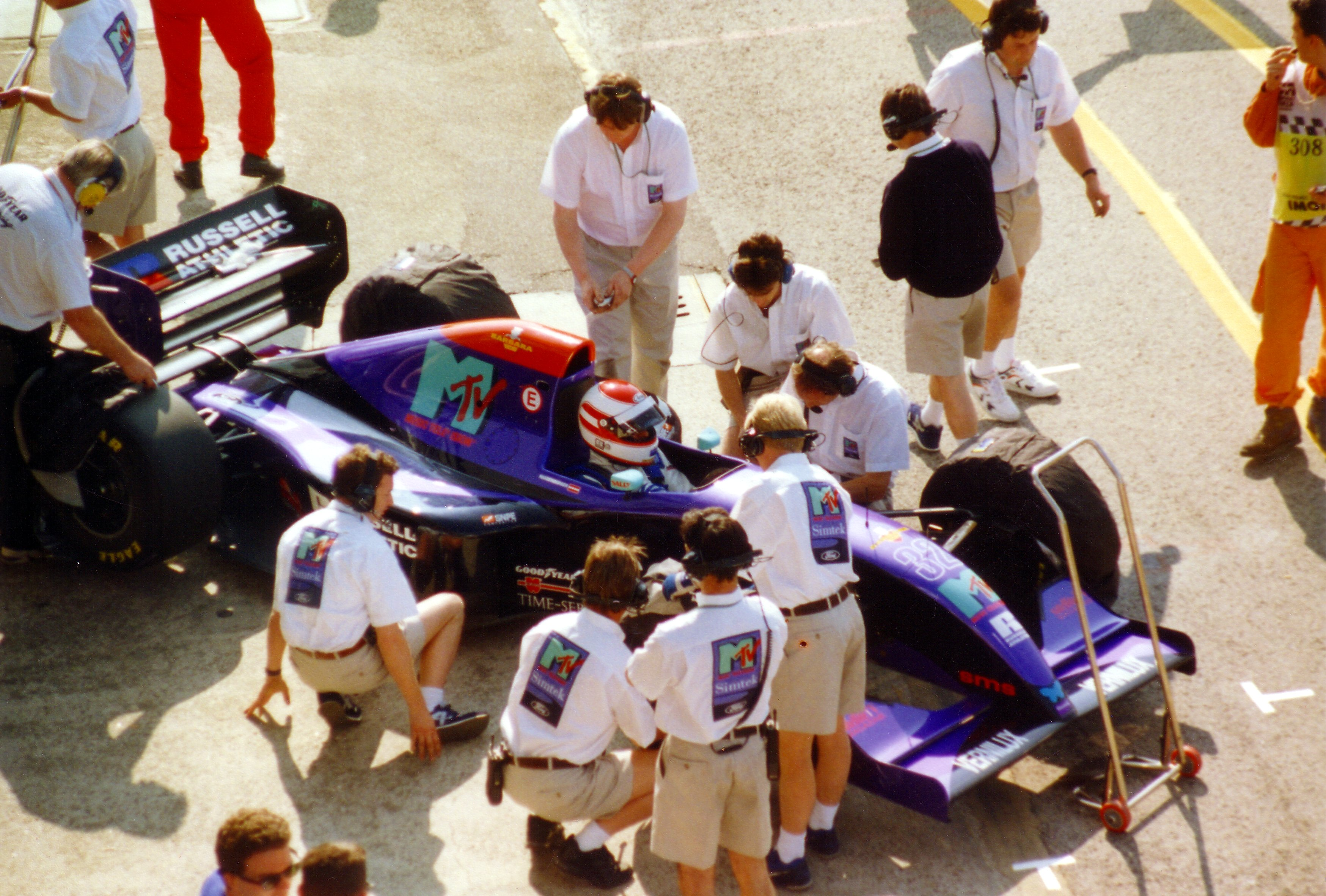
Roland Ratzenberger sur la Simtek S941 le jour de son accident mortel.

Simtek fait ses débuts lors du Grand Prix du Brésil, première manche du championnat 1994 disputée fin mars sur le circuit d'Interlagos alors que Nick Wirth fête ses 28 ans. En qualifications, Brabham, auteur du vingt-troisième temps en 1 min 21 s 186, obtient la vingt-sixième et dernière place qualificative sur la grille, Bertrand Gachot le devançant de cinq dixièmes de seconde. Roland Ratzenberger, dont la S941 souffre de sous-virage, est vingt-septième et n'est pas autorisé à prendre le départ de la course,,,,.
En course, David Brabham, qui craint une défaillance de son embrayage, opte pour une stratégie à un seul arrêt ; ses ingénieurs chargent sa monoplace de trente litres de carburant supplémentaire. L'Australien profite du tête-à-queue de la Ligier d'Éric Bernard, qui entraîne un accrochage entre la Larrousse d'Olivier Beretta et la Pacific de Gachot, pour se retrouver vingt-troisième temps à la fin du premier tour. Le pilote Simtek reste en fond de classement tout au long de la course et s'attire les foudres de Michael Schumacher, pilote Benetton qui, s'estimant gêné en lui prenant un tour, lui adresse un poing furieux. Brabham termine douzième et dernier de l'épreuve, à quatre tours de Schumacher et à un tour de son plus proche poursuivant, Olivier Panis,,,. Il déclare : « Après avoir évité l'accident Gachot-Beretta, j'ai préféré rouler régulièrement pour rejoindre le drapeau à damier. C'était le meilleur moyen de récompenser toute l'équipe. »
À l'issue de ce premier Grand Prix, les observateurs saluent les performances de Simtek et de sa rivale Pacific qui, malgré leur lutte en fond de grille, sont considérées comme de véritables écuries professionnelles.
Trois semaines plus tard, à la mi-avril, le plateau se rend sur le nouveau circuit japonais TI Aida pour y disputer la première édition du Grand Prix du Pacifique. Nick Wirth avait espéré disposer d'une commande de boîte de vitesses semi-automatique mais celle-ci est désormais prévue pour l'épreuve monégasque. Brabham se qualifie en vingt-cinquième position, juste devant son équipier, vingt-sixième et dernier des qualifications,.
En course, Brabham abandonne dès le deuxième tour à cause d'un problème électrique, alors qu'il occupait la dix-huitième place. Ratzenberger gagne deux places en profitant des déboires de Panis qui a calé au départ et d'Erik Comas qui s'accroche avec Mark Blundell. L'Autrichien conserve l'avantage sur les deux Français jusqu'à un accrochage avec la Jordan de Rubens Barrichello qui lui prend un tour, à la cinquante-et-unième boucle de la course. Il rallie néanmoins l'arrivée en onzième et dernière position, à cinq tours du vainqueur Michael Schumacher. Ratzenberger, exigeant envers lui-même, est mécontent de ce résultat et estime qu'il aurait dû être plus performant en course,,,,,.

#### Les accidents du début de saison européenne et les critiques du manque de moyens de Simtek

##### L'accident mortel de Roland Ratzenberger au Grand Prix de Saint-Marin 1994
En marge du Grand Prix de Saint-Marin, disputé deux semaines plus tard sur le circuit d'Imola, Roland Ratzenberger entame des discussions avec des commanditaires japonais afin de financer son baquet chez Simtek pour le restant de la saison.

La Villeneuve curva, lieu de l'accident de Ratzenberger.

Le samedi après-midi, Roland Ratzenberger prend part à la deuxième séance de qualifications, où il doit améliorer son temps pour garder à distance Paul Belmondo (Pacific Racing) et se qualifier. À 13 h 20, lors de son troisième tour rapide, il endommage le museau de sa S941 en escaladant un vibreur dans le virage Acque minerali. L'Autrichien ne s'arrête toutefois pas aux stands et entame un nouveau tour ; alors qu'il aborde la courbe Villeneuve, à 315 km/h, le déflecteur gauche de son aileron avant s'envole. Devenue incontrôlable à cause de la perte de cet élément, la S941 tire tout droit et s'écrase de plein fouet contre un mur de béton avant de glisser, en toupie, jusqu'aux abords du virage Tosa. Ratzenberger, dont la tête a été secouée à chaque soubresaut de sa voiture, est inerte. Alors que la cellule de survie de la S941 est intacte, son flanc gauche est totalement détruit,,,.

La séance est immédiatement interrompue sur drapeau rouge et l'équipe médicale, dirigée par le professeur Sid Watkins, arrive sur les lieux de l'accident quelques secondes plus tard pour pratiquer un massage cardiaque à même le sol, sans succès. L'hélicoptère médical du circuit atterrit sur place et emporte Ratzenberger à l'hôpital de Bologne, où son décès est officiellement prononcé par le docteur Piana à 14 h 15 au service d'anesthésie. L'Autrichien est en réalité mort sur le coup des suites d'une fracture de la base du crâne et d'une hémorragie interne mais son décès a été prononcé à l'extérieur du circuit afin d'éviter une annulation du Grand Prix,,.
Il s'agit du premier accident mortel en Formule 1 depuis celui de Riccardo Paletti au Grand Prix du Canada 1982. De nombreux pilotes font face à leur premier accident mortel : ses amis Johnny Herbert, Heinz-Harald Frentzen, JJ Lehto et Gerhard Berger sont effondrés. Ayrton Senna, qui a tenté de se rendre sur les lieux de l'accident, est traumatisé par la mort de l'Autrichien, et ne participe pas à la fin de la séance de qualification, préférant se rendre au chevet de l'Autrichien. Il embarque lors de la course un petit drapeau autrichien avec lequel il entend lui rendre hommage lors du tour d'honneur de la course du lendemain,.
Nick Wirth laisse à l'Australien, qualifié en vingt-quatrième place, le choix de ne pas participer à la course mais, afin de remobiliser une équipe démoralisée et abattue, Brabham décide de prendre le départ,. Lors d'une course interrompue par l'accident de Pedro Lamy puis par l'accident mortel d'Ayrton Senna, Brabham abandonne au vingt-septième tour en raison d'un problème de direction alors qu'il occupait la seizième place,,.
Le manque d'expérience et la faiblesse de la structure de Simtek, sont préjudiciables à l'équipe de Nick Wirth. Peu après l'accident fatal de Roland Ratzenberger, les difficiles conditions de travail des petites écuries débutantes à faible budget sont pointées du doigt par les spécialistes de la discipline. Il est révélé que Simtek doit composer avec un effectif de seulement dix-neuf employés, ce qui entraîne un surmenage des mécaniciens. D'autre part, ceux-ci devant accepter un salaire bien moindre que dans les autres écuries, Simtek ne peut attirer que le personnel le moins compétent ou le moins aguerri du paddock. Enfin, le budget réduit ne permet pas toujours de procéder à la maintenance ou au renouvellement des pièces d'usure ou des pièces endommagées : il peut donc arriver qu'un élément endommagé lors d'un accrochage ou d'une sortie de piste ne soit pas systématiquement remplacé. Certains observateurs estiment que Simtek, faute de moyens, est incapable de fournir un matériel sûr à ses pilotes et que les mécaniciens ont sous-estimé les dégâts sur l'aileron avant de Ratzenberger,.
Max Mosley, fondateur de Simtek et président de la Fédération internationale de l'automobile qui organise le championnat du monde de Formule 1, confirme que la télémétrie prouve que Ratzenberger a bien effectué une sortie de route dans le tour précédant son accident (la distance parcourue dépassant de 25 mètres celle d'un tour de circuit et le temps de 1 min 31 s 457, à environ cinq secondes de la performance attendue). Toujours selon les données de la télémétrie, la monoplace a ensuite atteint la vitesse de 308 km/h au moment où la perte de l'aileron la prive d'appui. Il se refuse, en revanche, à prendre position sur les éventuels dégâts subis par l'aileron lors de la collision avec son coéquipier durant les essais libres, pas plus que sur le fait que l'aileron endommagé n'aurait pas été changé,.
Dans un communiqué, Simtek rend également hommage à son pilote : « En faisant de nombreux sacrifices, Roland a gravi les échelons jusqu'à la Formule 1. C'était un pilote vraiment polyvalent. Son style de conduite courageux et son caractère charmant vont énormément manquer à beaucoup de gens dans le monde ».

Quelques semaines après l'accident, dans un entretien au journal britannique The Guardian, Nick Wirth livre ses sentiments : « Je n'oublierai jamais. Voir Roland étendu sur la pelouse et recevant un massage cardiaque… Votre corps se comporte de drôle de manière dans ce type de situation. Vous ne fonctionnez plus comme une personne normale. Vous perdez littéralement le contrôle, vos jambes deviennent de la confiture et vous avez envie de vomir, pas en raison de ce que vous voyez mais en raison des émotions qui vous submergent. Quand la monoplace a été rapportée sur un camion, je ne voulais pas la regarder. J'ai dû me forcer. Il y avait un trou immense sur le côté du châssis causé par la roue avant gauche. L'impact avec le mur avait été si sévère que la roue avait traversé le châssis jusqu'à Roland. »
Malgré le décès de Roland Ratzenberger, Nick Wirth, après avoir consulté l'ensemble de son personnel, décide de poursuivre la saison de Formule 1. Afin de rendre hommage au pilote autrichien, seule la voiture de David Brabham est engagée au Grand Prix de Monaco, mi-mai. La boîte à air de la S941 arbore désormais la mention « for Roland » jusqu'à la fin du championnat,,. Le second baquet, désormais libre jusqu'au Grand Prix de France quand Jean-Marc Gounon doit intégrer l'écurie, est convoité par l'Italien Andrea Montermini et l'Allemand Marco Werner.
Sur le circuit de Monaco, l'Australien prend la vingt-deuxième place sur la grille de départ, à quelques dixièmes de seconde des pilotes Ligier dont les monoplaces sont en manque de développement,. Une demi-heure avant le départ de la course, une minute de silence est observée en hommage d'Ayrton Senna et de Roland Ratzenberger. En leur honneur, la première ligne de la grille de départ du circuit de Monaco, laissée vide, arbore un drapeau brésilien et un drapeau autrichien. Brabham profite des abandons du premier tour pour prendre la dix-septième place ; il résiste à Pedro Lamy, Bertrand Gachot et Paul Belmondo et se retrouve douzième avant son passage aux stands au trente-sixième tour. Douze boucles plus loin, il commet une erreur en fermant la porte à la Ferrari 412 T1 de Jean Alesi qui s'apprêtait à lui prendre un tour par l'extérieur à l'épingle du Loews. Le Français s'accroche avec la S941 et Brabham, dont le train arrière est faussé, abandonne au tour suivant alors qu'il était treizième,,,,. Néanmoins, le rythme de course de l'Australien est en progrès puisqu'il tourne environ un dixième de seconde plus vite que la Ligier de Bernard et est plus rapide de cinq dixièmes de seconde que la Lotus 107C de Lamy.

##### L'accident d'Andrea Montermini au Grand Prix d'Espagne 1994

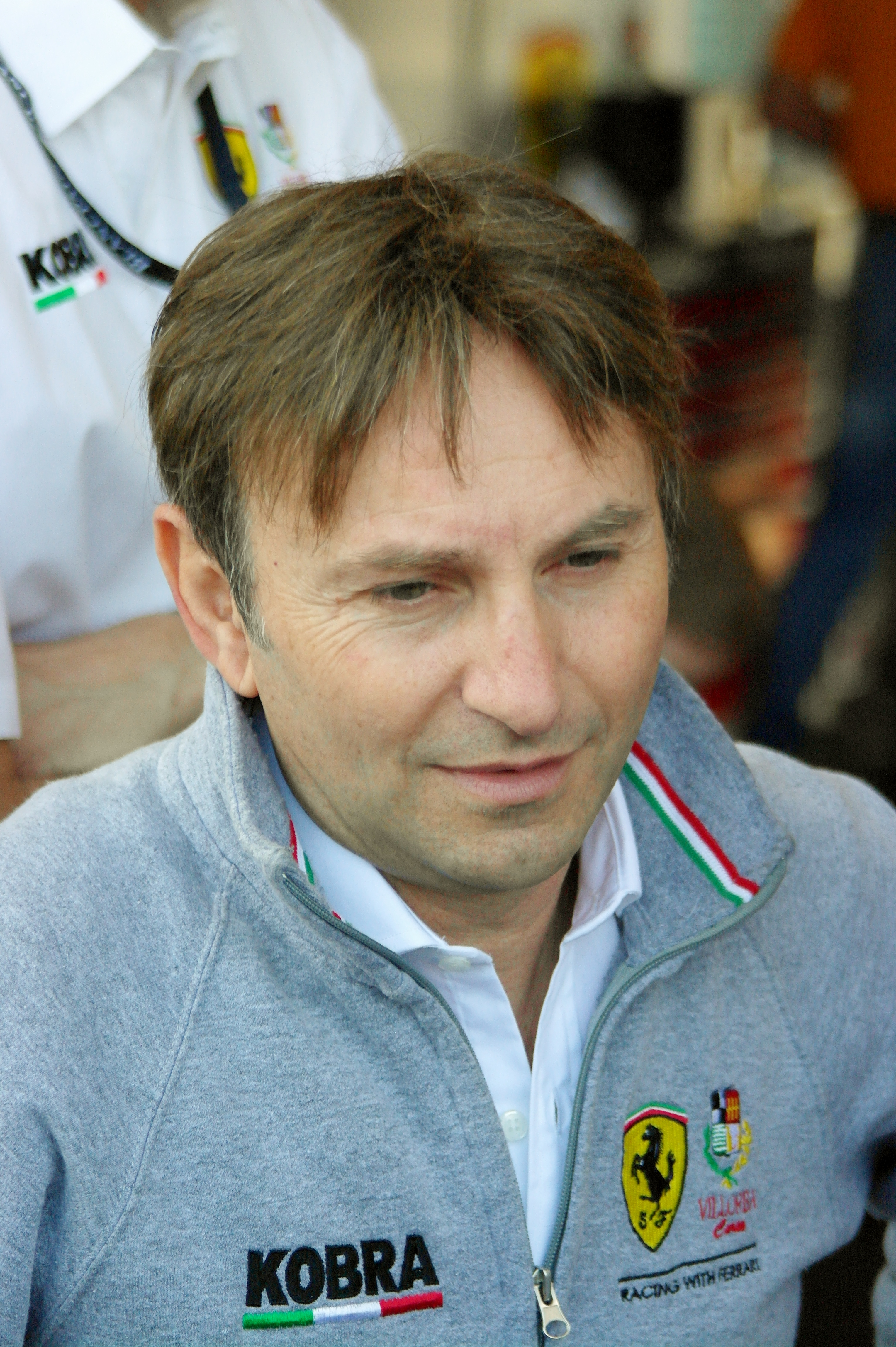
Andrea Montermini (ici en 2014) fait ses débuts en Formule 1 lors du Grand Prix d'Espagne 1994, où un grave accident met fin à sa saison.

En marge du Grand Prix d'Espagne, organisé à la fin mai, Max Mosley, le président de la Fédération internationale de l'automobile, impose aux écuries d'effectuer plusieurs modifications de leurs monoplaces afin de réduire leur vitesse et garantir une meilleure sécurité des pilotes. Ainsi, pour la manche espagnole, des ralentisseurs sont installés à l'entrée et à la sortie des stands où la vitesse est désormais limitée à 80 km/h. La taille de l'aileron avant est limitée à 35 centimètres devant l'axe des roues, les dérives latérales de l'aileron avant sont rehaussées de 10 millimètres et le diffuseur doit être réduit et ne plus dépasser l'axe des roues arrière. Ces réformes techniques ont pour but de réduire de 25 % l'appui aérodynamique des monoplaces. Des mesures complémentaires sont prises pour le Grand Prix du Canada, comme le renforcement des triangles de suspension, l'allongement de l'ouverture du cockpit et l'amélioration du repose-tête. De plus, la boîte à air doit être supprimée et le carburant utilisé sera le même qu'utilisé pour les voitures de série. Enfin, le poids des monoplaces doit passer de 505 à 515 kilogrammes,,.
Ces réformes applicables immédiatement courroucent les directeurs d'écuries, en particulier Flavio Briatore, patron de Benetton Formula et propriétaire de Ligier, qui juge ces modifications techniques dangereuses et incohérentes : selon lui, réduire les appuis aérodynamiques avant de réduire la puissance des monoplaces conduit à une dégradation dangereuse de la tenue de route et de la stabilité des voitures qui pourraient renforcer le risque d'accident. Considérant que ces réformes bafouent les Accords de la Concorde, qui régissent la Formule 1, Benetton, Williams, McLaren, Lotus, Jordan, Ligier et Arrows boycottent la première séance d'essais libres du Grand Prix d'Espagne. Si Simtek et Pacific ne prennent pas part officiellement à la grève, les écuries de pointe les informent qu' « il n'est pas dans leur intérêt de courir ». Les deux équipes suivent ce « conseil » et ne participent pas aux essais libres du vendredi,,.
Alors que Ferrari, Sauber, Larrousse, Tyrrell et Minardi effectuent leurs essais, Bernie Ecclestone, le président de la FOCA, réunit dans le motorhome de Williams les patrons d'écuries grévistes, dont Nick Wirth, qui représente Simtek, et Max Mosley. Au bout d'une heure de négociations, plusieurs réformes techniques (protection de la tête des pilotes, augmentation du poids-limite, élargissement du cockpit, renforcement des triangles de suspension) prévues pour le Grand Prix du Canada, du 10 au 12 juin, sont repoussées au Grand Prix de France, du 1er au 3 juillet. En outre, le « Groupe de Travail F1 », chargé de définir la refonte de la réglementation technique pour 1995, est ouverte à deux pilotes, Gerhard Berger et Niki Lauda, et à davantage d'ingénieurs. Ces compromis mettent fin à la fronde des constructeurs et permettant la tenue du Grand Prix d'Espagne,,,.
Simtek recrute l'Italien Andrea Montermini, ancien pilote essayeur de la Scuderia Ferrari en 1991, puis de Benetton en 1993, jusqu'au Grand Prix de France pour remplacer Roland Ratzenberger,. Peu avant le terme de la séance d'essais libres du samedi matin, le novice italien sort trop largement de la dernière courbe du circuit de Catalunya qui mène à la ligne droite des stands et se retrouve dans l'herbe ; il tente de rejoindre la piste mais perd le contrôle de sa S941 qui tape le mur à plus de 200 km/h. Sous la violence du choc, le moteur Ford-Cosworth se désolidarise du châssis, renvoyé sur la piste en toupie avant de s'immobiliser. La séance est interrompue sur drapeau rouge et les secours, dirigés par le professeur Sid Watkins, interviennent autour de l'épave de la S941, dont le train avant est si détruit qu'on distingue les jambes du pilote italien. Inerte, Montermini ne peut sortir seul de sa monoplace ; il est placé sur une civière et évacué vers l'hôpital de Barcelone. Alors que les premières informations sur son état de santé laissaient présager de graves blessures, Montermini s'en sort avec des fractures au talon gauche et au troisième métatarse, tandis que son scanner ne présente aucune commotion cérébrale. Il prend le parti d'en rire en déclarant que ses examens n'ont révélé qu'un « crâne rempli de spaghettis ». Néanmoins, il doit observer une convalescence de plusieurs semaines,,,,.
En qualifications, Brabham, désormais unique représentant Simtek, obtient la vingt-quatrième place sur la grille, devant les pilotes de l'écurie Pacific Racing,. En course, Brabham profite des déboires d'Éric Bernard (Ligier) pour se hisser à la vingt-et-unième place. Au vingt-deuxième tour, l'Australien s'arrête aux stands ; surpris par ses pneumatiques froids, il part en tête-à-queue dans la portion sinueuse du circuit dès le tour suivant mais revient en piste sans endommager sa monoplace. Il observe prématurément un second arrêt aux stands au trente-sixième tour puis profite des nombreux abandons pour franchir la ligne d'arrivée en dixième et dernière position, à quatre tours du vainqueur Damon Hill, sur Williams FW16,,,. Malgré une nouvelle course anonyme, Simtek démontre encore qu'elle n'est pas seulement capable de lutter contre la Pacific PR01 puisqu'elle a régulièrement battu Lotus lors des différentes séances d'essais et, qu'en course, la S941 suit le rythme de la Lotus 107C de Zanardi.
Contraint de construire un nouveau châssis après l'accident d'Andrea Montermini, Simtek n'engage qu'une seule monoplace au Grand Prix du Canada, sixième manche de la saison. Cette épreuve voit le bannissement de la prise d'air du capot moteur des monoplaces et l'obligation d'utiliser de l'essence du commerce. Ces réformes techniques font perdre vingt-cinq chevaux aux monoplaces équipées d'un moteur V8 Ford-Cosworth (comme la Simtek S941) et soixante-dix chevaux au moteur V12 Ferrari,.
En qualifications, Brabham s'empare de la vingt-cinquième position. Pour autant, sa Simtek manque de rythme puisqu'elle est distancé de plus d'une seconde par les Ligier et les Lotus,. Il effectue une course anonyme durant laquelle il ne peut lutter qu'avec la Pacific PR01 de Gachot et franchit la ligne d'arrivée en quatorzième et dernière position, à quatre tours du vainqueur Michael Schumacher et à un tour de Bernard, treizième, à qui il rend plus d'un dixième de seconde au tour,,,.
Ce Grand Prix, marqué par des discussions autour de la sécurité des circuits et des monoplaces, est l'occasion pour Jean Alesi de dénoncer la présence des pilotes-payants en Formule 1 qui, selon lui, représentent par leur inexpérience, un danger pour les autres pilotes : « Certains vous coupent la trajectoire sous le nez, se foutent des rétroviseurs. Je pense notamment à Simtek et à Pacific. Il n'est pas normal de donner une superlicence à des pilotes dont la seule raison d'être est de financer une saison de Formule 1. »
Les journalistes spécialisés commencent à évoquer la situation précaire de Simtek et Pacific Racing, les nouveaux venus semblant condamnés à un rôle de pâle figuration jusqu'à la fin du championnat. Si Nick Wirth et Keith Wiggins semblent déborder d'ambition, leurs moyens sont si limités que le cercle vicieux se referme inexorablement. Les Simtek n'ont terminé que trois courses, toujours à la dernière place et l'écart avec la pole position se maintient entre 5 et 6 secondes. L'arrivée de Jean-Marc Gounon est le seul espoir pour l'équipe de monter d'un cran dans la hiérarchie.

#### Une légère amélioration du rythme de course en cours de saison

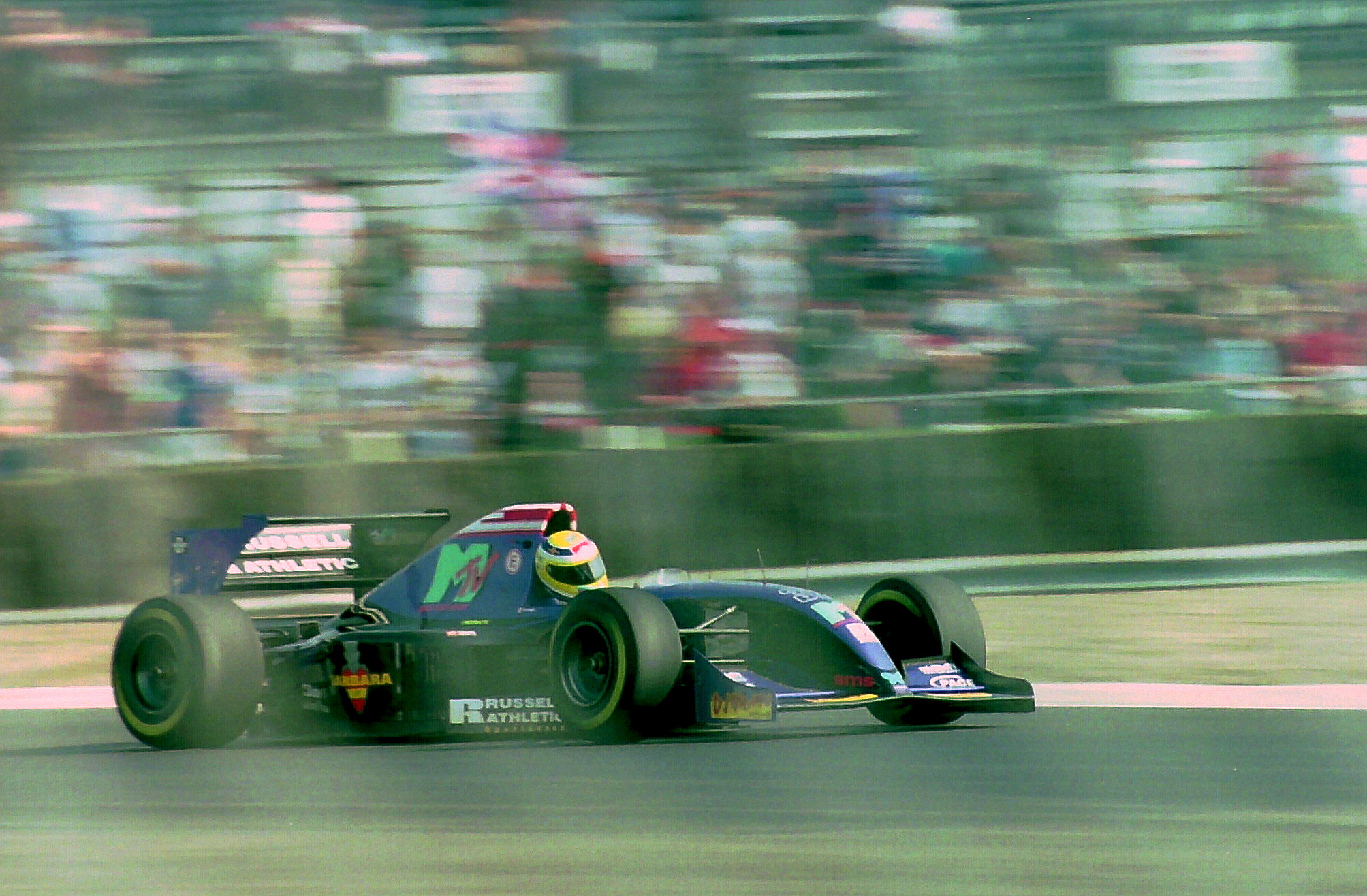
Jean-Marc Gounon à bord de la Simtek S941 à Silverstone.

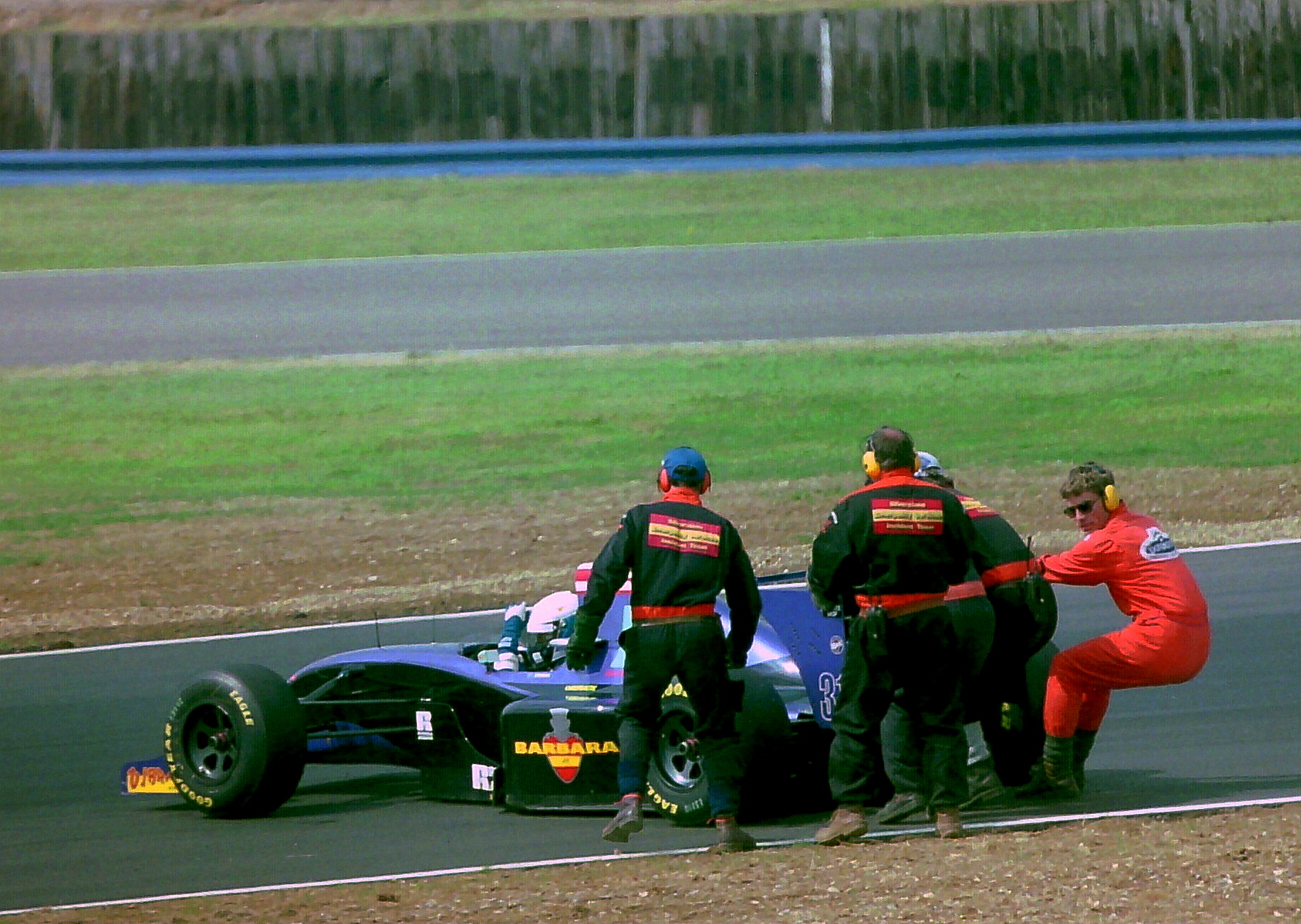
La monoplace de Brabham tirée par des commissaires de piste à Silverstone.

À partir du Grand Prix de France, le pilote français Jean-Marc Gounon rejoint Simtek en apportant un complément de budget de huit millions de francs que lui alloue le gouvernement français, via le Fonds Tabac. Pour la première fois de la saison, les deux monoplaces disposent d'une commande électronique sur leur boîte de vitesses séquentielle.
En qualifications, Brabham se qualifie en vingt-quatrième position, devant la Larrousse d'Olivier Beretta. Son coéquipier prend la dernière place qualificative, à 5,5 secondes de la pole position de Damon Hill. Gounon devance Bertrand Gachot, le premier non-qualifié, de moins d'un dixième de seconde,. Tout au long de l'épreuve, Brabham et Gounon occupent les deux dernières places du classement. Au vingt-huitième tour, l'Australien abandonne à cause de la casse de la nouvelle boîte de vitesses montée sur la S941 à partir de ce Grand Prix. Son équipier, dont le début de course perturbé par une surchauffe hydraulique, est victime d'un tête-à-queue sans gravité ; il observe, à l'instar des autres pilotes, deux arrêts aux stands en raison des fortes chaleurs mettant à rude épreuve les pneumatiques Goodyear et profite des nombreux abandons pour terminer neuvième et dernier, ce qui constitue le meilleur résultat de Simtek, performance qui sera égalée par Jos Verstappen au Grand Prix d'Argentine 1995,,,,. Le rythme des Simtek est en deçà de celui des autres monoplaces de fond de grille puisqu'elles rendent entre deux et huit dixièmes de seconde au tour aux Larrousse LH94, Lotus 109 et Minardi M194.
Une semaine après l'épreuve française se tient le Grand Prix de Grande-Bretagne, sur le circuit de Silverstone. Lors des qualifications, Brabham domine son équipier pour la première fois du weekend et se qualifie à la vingt-cinquième place, à 1,5 seconde des pilotes Ligier et Larrousse qui le précèdent immédiatement. Gounon doit se contenter de la dernière place qualificative, à 5,7 secondes de la pole position de Damon Hill (Williams),. En course, Jean-Marc Gounon adopte une stratégie à un seul arrêt contre deux pour David Brabham qui profite des déboires de plusieurs concurrents pour se hisser à la dix-neuvième place à la fin du premier tour, mais ces derniers le repassent rapidement. Les pilotes Simtek ne peuvent lutter que l'un contre l'autre : au terme de plusieurs dépassements, Brabham termine quinzième à un tour d'Olivier Beretta tandis que Gounon, victime d'un tête-à-queue en fin de course alors qu'il devançait son équipier de sept dixièmes de seconde, est seizième et dernier, à trois tours du vainqueur Michael Schumacher,,,. Durant l'ensemble de la course, Brabham a souffert d'un important survirage tandis que son coéquipier souffrait d'un important sous-virage. Si, pour la première fois, les deux monoplaces de Simtek finissent une course, leur rythme s'avère particulièrement lent, Brabham, le plus rapide de l'équipe, évoluant à plus de 1,2 seconde des Larrousse LH94 et des Lotus 109.
Trois semaines s'écoulent entre l'épreuve britannique et le Grand Prix d'Allemagne, fin juillet. Entretemps, Simtek participe le 19 juillet à une séance d'essais privés sur le circuit de Silverstone, lors de laquelle David Brabham, victime d'un accident, détruit sa monoplace. C'est donc au volant d'un nouveau châssis que l'Australien aborde la neuvième manche du championnat qui accueille les dernières réformes techniques de la saison, imposées après les accidents mortels du Grand Prix de Saint-Marin. La largeur et la hauteur des ailerons sont réduites pour limiter l'effet de sol et le fond plat des monoplaces est équipé d'une planche de bois de dix millimètres d'épaisseur destinée à réduire la déportance,.
Lors des qualifications sur le circuit d'Hockenheim, Brabham se qualifie en vingt-cinquième position, juste devant Gounon, dernier qualifié et victime de la casse de son moteur Ford-Cosworth,,. En course, Brabham et Gounon profitent d'un impressionnant carambolage impliquant dix pilotes pour se hisser en onzième et quinzième positions à la fin du premier tour. D'autres abandons leur permettent d'atteindre les neuvième et dixième places, les laissant espérer marquer les premiers points de l'écurie en cas de défaillance d'autres concurrents. Or l'Australien abandonne à huit tours de l'arrivée à cause d'une casse d'embrayage tandis que, deux boucles plus tard, le Français, victime d'un changement de vitesse défaillant, brise sa boîte et abandonne après un tête-à-queue,,,. Cette présence dans les dix premiers du classement durant la majeure partie du Grand Prix ne saurait occulter le rythme lent de la S941 qui rend près de deux secondes au tour aux Larrousse LH94, la deuxième monoplace la plus lente sur ce tracé, et près de six secondes à la plus véloce d'entre elles, la Williams FW16.
À la mi-août, lors des qualifications du Grand Prix de Hongrie, disputé sur le Hungaroring, Brabham s'octroie la vingt-troisième place sur la grille, tandis que Gounon se qualifie en vingt-sixième position et distance Gachot d'environ sept dixièmes de seconde mais est plus lent de six secondes que Michael Schumacher, l'auteur de la pole position,,. En course, le Français, qui se plaint de la mauvaise tenue de route de sa monoplace depuis le début du weekend, abandonne volontairement après neuf tours « préférant éviter une sortie de piste » tant le comportement de son châssis était imprévisible. Brabham effectue un bon début de course et occupe la dix-septième place à l'issue du premier tour puis la treizième lorsqu'il s'arrête aux stands au vingt-cinquième tour, devançant huit pilotes. Il repart vingtième, avant de reprendre sa position au moment de son second arrêt, à la cinquantième boucle, alors qu'il souffre de crampes d'estomac. L'Australien franchit l'arrivée en onzième position, à trois tours de Schumacher mais devant la Lotus d'Alessandro Zanardi,. Le rythme en course de la S941 s'est amélioré durant l'épreuve hongroise, puisqu'elle se révèle plus rapide que la Lotus 109, même si elle évolue toujours à plus de quatre secondes de la Benetton B194, la monoplace la plus rapide de ce Grand Prix.
Deux semaines plus tard, lors Grand Prix de Belgique, de fortes averses s'abattent sur le circuit de Spa-Francorchamps. En qualifications, Brabham, qualifié à la vingt-et-unième place, réalise la meilleure qualification de la saison de l'écurie Simtek. Il devance Érik Comas (Larrousse), Ukyo Katayama (Tyrrell) et Christian Fittipaldi (Arrows). Gounon, dont la S941 manque toujours d'adhérence, prend la vingt-cinquième place sur la grille de départ, juste devant Adams,. En course, sur une piste sèche, Brabham et Gounon ne peuvent lutter qu'avec les Lotus 109 de Philippe Adams et de Johnny Herbert, dernier après un tête-à-queue au premier tour. Le Français est victime d'un tête-à-queue au tour suivant dans la nouvelle chicane destinée à réduire la vitesse des pilotes, installée juste avant le raidillon de l'Eau Rouge. Au quinzième tour, Michael Schumacher quitte les stands après son ravitaillement et reprend la piste sous le nez de Gounon qui doit freiner pour éviter un accrochage. Cinq boucles plus loin, dans le virage Pouhon, Rubens Barrichello part en tête-à-queue en mordant sur le côté sale de la piste, en tentant de prendre un tour au Français. Au trente-deuxième tour, à hauteur du virage des Fagnes, l'Australien (quatorzième devant son équipier et Herbert) perd sa roue arrière-gauche, mal fixée lors de son second arrêt aux stands, et tape les glissières avec l'arrière de sa monoplace,. Gounon termine onzième, à deux tours du vainqueur Damon Hill, et devant Johnny Herbert,,.
Peu avant la mi-septembre se déroule le Grand Prix d'Italie sur le très rapide circuit de Monza, où Simtek, équipé du vieux moteur Ford-Cosworth HB, ne peut lutter contre les autres écuries. Lors des qualifications, les Simtek rendent plus d'une demi-seconde aux pilotes Larrousse : Gounon se qualifie en vingt-cinquième position, à 4,5 secondes de la pole position d'Alesi tandis que Brabham est vingt-sixième et dernier qualifié,. En course, Brabham et Gounon profitent des déboires des pilotes Ligier Olivier Panis et Éric Bernard pour occuper les vingtième et vingt-et-unième places. Au vingt-deuxième tour, Gounon, dépassé par Panis peu avant, abandonne à cause de la casse de sa boîte de vitesses. Brabham observe son unique arrêt aux stands au tour suivant et conserve sa position devant Panis, qui le dépasse au trente-huitième tour. Deux boucles plus tard, le Français tire tout droit à la première chicane et perd sa position au profit du pilote Simtek. Ce dernier abandonne à cinq tours de l'arrivée lorsque, à hauteur du virage Lesmo, sa pédale de frein ne répond plus ; il parvient à éviter l'accident puis immobilise sa monoplace alors qu'il occupait la dixième et avant-dernière place. Il déclare : « Je n'ai pas compris ce qui s'est passé. À Lesmo, la pédale de frein est allée au plancher et j'ai tiré tout droit. Je suis reparti pour rentrer aux stands mais on s'est rendu compte finalement qu'un pneu avait crevé sur des fragments de disque de frein explosé. » ,. À Monza, le rythme de course des S941 est particulièrement lent puisqu'elles rendent jusqu'à deux secondes au tour aux Larrousse LH94 et aux Lotus 109.

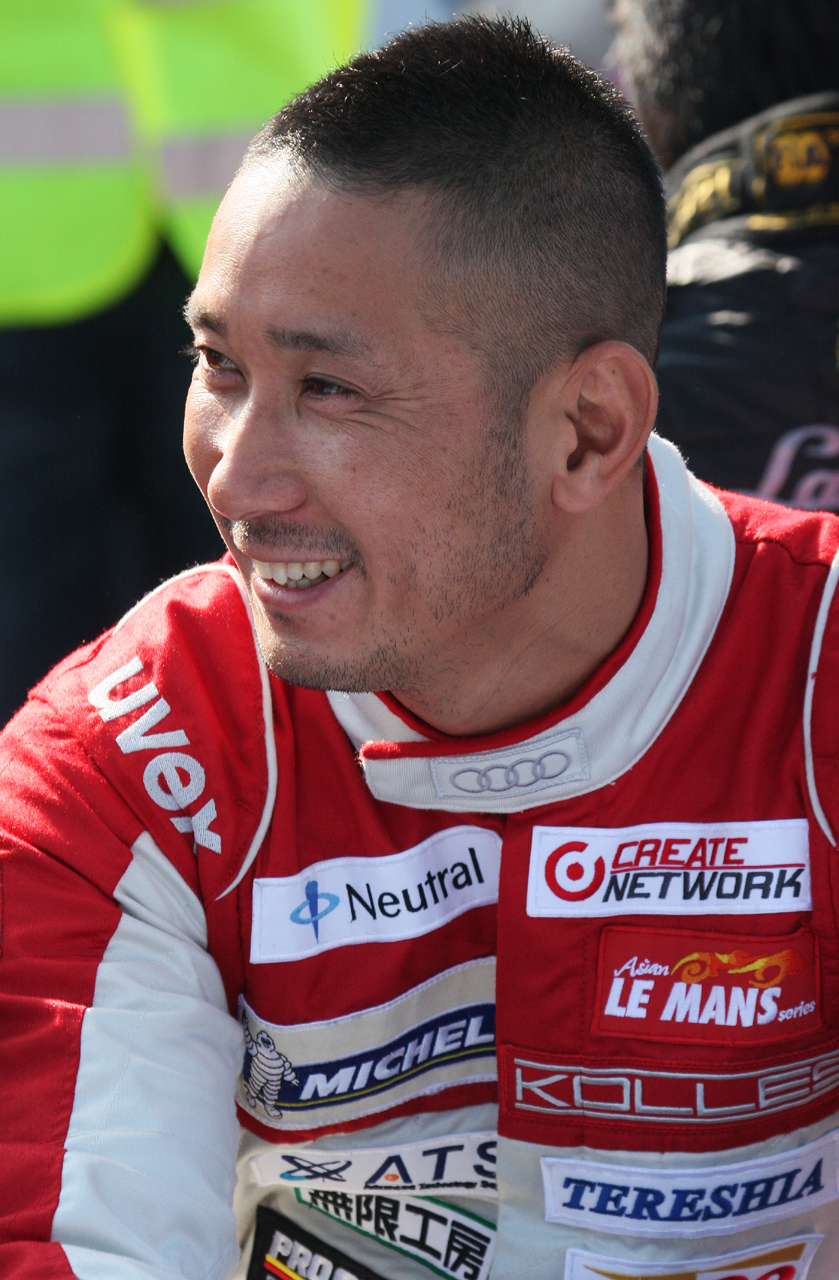
Le pilote japonais Hideki Noda (ici en 2009) est convoité par Larrousse et Simtek pour disputer les dernières manches du championnat. Il rejoindra finalement l'écurie française.

Fin septembre, le plateau se rend à Circuit d'Estoril pour le Grand Prix du Portugal. La treizième manche de la saison s'inscrit dans un contexte de préparation des déplacements en Asie, très onéreux pour les écuries, puisque le transport du matériel à destination des Grands Prix du Japon et d'Australie coûte 350 000 dollars. Simtek, en manque de liquidité, ne peut plus conserver Jean-Marc Gounon et recherche un pilote-payant pour renflouer ses caisses. Nick Wirth envisage de recruter le Japonais Hideki Noda, un pilote de Formule 3000 également convoité par Larrousse, dans la même détresse financière.
Lors des qualifications, le circuit d'Estoril est sujet à de fortes rafales de vent : Brabham se qualifie en vingt-quatrième position, juste devant Adams et Gounon, vingt-sixième et dernier,. En course, Brabham profite des déboires de Pierluigi Martini et d'Ukyo Katayama pour atteindre la vingt-deuxième place à l'issue du premier tour ; Gounon, vingt-quatrième, se fait dépasser par le Japonais au quatorzième tour. À la boucle suivante, l'Australien, déventé par la Larrousse de Dalmas qu'il suit de trop près, part en tête-à-queue. Il rentre aux stands pour faire vérifier sa monoplace et repart vingt-troisième, avant d'être doublé par Adams. Au trente-neuvième tour, alors que Jean Alesi tente de prendre un deuxième tour à Brabham, alors vingt-et-unième, en le passant par l'intérieur dans le troisième virage, le pilote Simtek lui ferme la porte ; le Français freine mais le percute l'Australien par l'arrière : les deux pilotes abandonnent. Au soixante-cinquième tour, Gounon crève à l'arrière-droit, boucle un tour de circuit au ralenti et effectue un troisième arrêt aux stands. Surpris par le manque d'adhérence de ses pneus froids, il part en tête-à-queue trois boucles plus loin mais parvient à reprendre la piste. Il franchit l'arrivée à la quinzième place, devant Adams, à quatre tours du vainqueur Damon Hill,,. Le rythme de course des S941 au Portugal, même si elle est parmi les plus lentes monoplaces du plateau, s'avère être similaire à celui des Minardi M194.
À l'issue de la course, Brabham et Alesi, qui se harponnent pour la deuxième fois de la saison, sont invités à s'expliquer. L'Australien déclare : « Tout allait bien jusqu'au moment où je me suis soudain retrouvé dans le bac à graviers. Tout d'abord, je n'étais pas sûr de savoir qui était responsable. Mais quand j'ai vu qu'il s'agissait d'Alesi, je ne peux pas dire que j'ai été surpris. » Le pilote Ferrari réplique en déplorant que Brabham lui a déjà fermé la porte à Monaco et qu'il n'a jamais pris la peine de le rencontrer pour s'excuser de son erreur. Si l'écurie Simtek défend son pilote en arguant que le Français est responsable de l'accident, les commissaires de course rejettent les allégations de l'équipe britannique et Brabham écope de trois courses de suspension avec sursis pour non-respect des drapeaux bleus,,.

#### Des difficultés financières palliées par la valse des pilotes-payants en fin de saison
La semaine suivant la manche portugaise, les écuries restent à Estoril dans le cadre d'essais privés. Nick Wirth, qui a échoué à recruter Hideki Noda (qui a finalement signé chez Larrousse où il remplace Yannick Dalmas), engage l'Italien Domenico Schiattarella pour disputer le Grand Prix d'Europe et le Grand Prix d'Australie. Schiattarella, qui fait ses débuts en Formule 1, finance son baquet grâce au soutien de commanditaires italiens et remplace Gounon, qui a tenté, sans succès de prendre le volant de la Footwork FA15 de Gianni Morbidelli,,. Une polémique se fait jour lorsque Schiattarella se trouve dans l'impossibilité de prouver qu'il détient une superlicence lui permettant de prendre part à une épreuve de Formule 1.
Le Grand Prix d'Europe se tient à la mi-octobre sur le circuit de Jerez en Espagne. Durant les qualifications, Brabham doit se contenter de la vingt-cinquième place. Schiattarella, plus lent que son équipier tout au long du weekend de course, l'accompagne en dernière ligne, en vingt-sixième position, à 5,2 secondes de la pole position de Schumacher,. En course, Brabham et Schiattarella profitent des calages de la Larrousse LH94 de Noda et de la Tyrrell 022 d'Ukyo Katayama et de l'accrochage de Christian Fittipaldi pour occuper les vingt-deuxième et vingt-troisième places à la fin du premier tour. Cependant, le pilote Tyrrell prend le meilleur sur les pilotes Simtek quelques boucles plus loin. Au vingt-deuxième tour, l'Italien se retrouve vingt-troisième et dernier après son arrêt aux stands lors duquel il est dépassé par Fittipaldi, qui double Brabham au quarantième tour. Cinq boucles plus loin, ce dernier range sa S941 dans l'herbe, victime d'une casse moteur alors qu'il était vingtième. Schiattarella rallie l'arrivée de son premier Grand Prix à la dix-neuvième et dernière position, à cinq tours du vainqueur Schumacher et à deux tours du dix-huitième, Éric Bernard (Lotus),,. Le novice en Formule 1 a un rythme de course plus lent d'une demi-seconde que celui de son équipier et la S941 tourne toujours à près d'une seconde de ses plus proches rivales de fond de grille, Larrousse et Lotus.
Le 19 octobre, trois jours après le Grand Prix d'Europe, Simtek se rend sur le circuit de Barcelone pour mener des essais privés ; la S941 est confiée à deux pilotes du championnat international de Formule 3000, Vincenzo Sospiri, en lutte pour le titre, et son équipier Taki Inoue, qui n'a pas marqué un seul point. Bien que Sospiri soit plus rapide d'une seconde que son rival, le Japonais est choisi pour disputer, début novembre, le Grand Prix du Japon, grâce à un complément de budget via la société Nova, dont sa famille est actionnaire,.
Sur le circuit de Suzuka, Brabham et Inoue se qualifient en vingt-quatrième et vingt-sixième positions sur la grille,. La course se déroule sous des trombes d'eau telles que la visibilité en piste est très faible ; dans le troisième tour, Inoue, dernier de l'épreuve, perd le contrôle de sa monoplace dans le dernier virage du circuit, part en tête-à-queue, évitant de justesse la Tyrrell 022 d'Ukyo Katayama, pris au piège dans la même épingle et abandonne, provoquant la sortie de la voiture de sécurité. Au quatorzième tour, alors qu'un second départ est donné après une interruption de la course, Brabham observe son unique arrêt aux stands. L'Australien y retourne sept boucles plus loin afin de faire vérifier son moteur, victime de petites coupures électriques. Trois tours avant l'arrivée, il dépasse Alessandro Zanardi, en difficulté avec une Lotus 109 en manque d'appui, et termine douzième, à deux tours du vainqueur Damon Hill,,,. Il déclare avoir trouvé l'épreuve « dangereuse » au volant d'une monoplace « qui survirait ou sous-virait au gré des flaques d'eau ».
Une semaine plus tard, a lieu le Grand Prix d'Australie, ultime manche de la saison, sur le circuit urbain d'Adélaïde. Simtek confie à nouveau sa deuxième monoplace à Domenico Schiattarella qui apporte un nouveau complément de budget. Brabham et Schiattarella prennent les vingt-quatrième et vingt-sixième place sur la grille,. En course, Schiattarella prend un bon départ et dépasse la Larrousse LH94 de Delétraz. Deux boucles plus loin, son équipier se défait de l'autre Larrousse, pilotée par Hideki Noda. Au neuvième tour, l'Italien s'arrête aux stands pour faire vérifier sa boîte de vitesses qui fonctionne mal et repart dernier. Au vingt-sixième tour, après un tête-à-queue sans conséquence quatre boucles plus tôt, son sélecteur de vitesse casse et provoque son abandon. Au cinquante-troisième tours, Brabham abandonne à cause d'une panne de moteur alors qu'il était seizième et avant-dernier, juste devant Delétraz,,,. À l'issue de la saison, Simtek ne marque aucun point au championnat du monde des constructeurs, à l'image du Team Lotus et de Pacific Racing.

### 1995: des progrès prometteurs avant la faillite de l'écurie

#### Défection de David Brabham et arrivée de nouveaux commanditaires
Peu avant le début de la saison 1995, Simtek, dont l'effectif est désormais porté à trente-sept employés,, essuie un coup dur lorsque David Brabham, le fils du triple champion du monde Jack Brabham, qui soutient l'équipe depuis ses débuts et autour duquel la monoplace a été développée, la quitte pour s'engager avec BMW en championnat britannique des voitures de tourisme.
En février 1995, Simtek signe un partenariat financier avec l'entreprise horlogère allemande Glashütte Original, qui souhaite « célébrer ses 150 ans » en s'associant à la Formule 1, discipline exigeante et de haute technologie. Glashütte Original est en fait une toute nouvelle société, fondée en 1994, à la suite de la privatisation et du démantèlement du conglomérat est-allemand VEB Glashütter Uhrenbetriebe, fondé en 1951 à partir des manufactures horlogères de Glashütte dont A. Lange & Söhne (qui elle, fondée en 1845, a 150 ans). Heinz W. Pfeifer, directeur de Glashütte Original, veut faire connaître sa nouvelle marque tout en l'associant à l'héritage et aux valeurs des manufactures horlogères de Glashütte grâce à une nouvelle campagne publicitaire mondiale. Il déclare ainsi : « Via Simtek, nous allons faire découvrir le nom de notre société à de nombreuses personnes à travers le monde entier. Il est important d'inclure le Japon, un de nos principaux marchés d'exportation. Par une heureuse coïncidence, il s'agit du pays d'Hideki Noda ». Nick Wirth annonce qu'il est « ravi d'ajouter le nom d'une société aussi respectée à une liste croissante de sponsors venant épauler les bailleurs de fonds de l'année précédente ».
Le mois suivant, Korean Air, la troisième compagnie aérienne de fret mondiale, qui a sponsorisé l'écurie pour les deux dernières courses de la saison passée, annonce la prolongation de ce partenariat pour 1995 lors d'une conférence de presse, à Londres, en compagnie des dirigeants de l'écurie, du président de la République de Corée du Sud Kim Young-sam et de Richard Needham, le ministre britannique du commerce. À cette occasion, Nick Wirth déclare : « Je suis bien évidemment ravi de cet accord qui prouve que nous sommes déjà traités avec suffisamment de respect pour attirer un important partenariat international. »

#### Un soutien apporté par Flavio Briatore

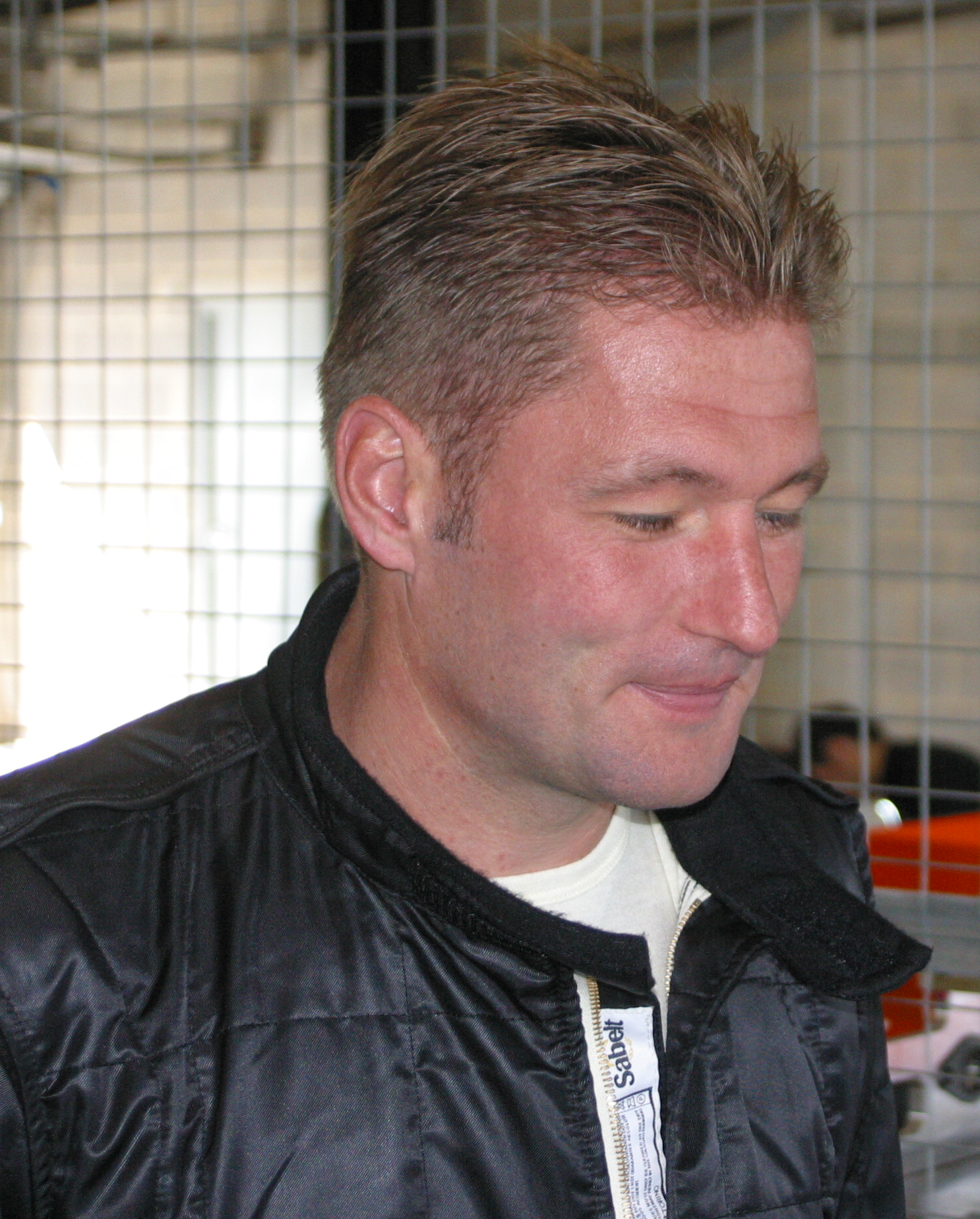
Le directeur de Benetton Formula, Flavio Briatore, prête Jos Verstappen (ici en 2005) à Simtek pour la saison 1995.

La nouvelle Simtek S951 se distingue de sa devancière par une architecture plus conventionnelle, la S941 se caractérisant par son museau court et une suspension avant aux triangles très rapprochés. Elle arbore désormais des structures latérales déformables intégrées dans la partie inférieure des pontons et coiffées de deux flaps horizontaux. La principale nouveauté technique de la S951 est sa boîte de vitesses semi-automatique transversale fournie gratuitement par l'écurie Benetton Formula dirigée par Flavio Briatore en échange d'un baquet pour le pilote néerlandais Jos Verstappen. En effet, Briatore, qui cumule les postes d'agent de pilotes et de directeur de l'écurie, doit composer avec le remplacement de son poulain comme pilote-titulaire chez Benetton par Johnny Herbert et son contrat de management dont une clause l'oblige à engager Verstappen pour un nombre minimal de courses. L'Italien ne voit ainsi en Simtek que des avantages : en échange d'un partenariat technique, il remplit ses obligations envers Verstappen, tout en lui permettant de s'aguerrir sans pression au sein d'une écurie de fond de grille,,.
La seconde Simtek S951 est réservée à Hideki Noda, pour laquelle il dispose, via Tenoras, son commanditaire personnel, d'un budget de complément,. Au moment de son engagement par Simtek, Nick Wirth déclare que l’équipe est « ravie de travailler avec Hideki », un pilote « très prometteur » selon lui. Hideki Noda déclare de son côté : « j'ai été très impressionné par les réalisations de l'écurie l'an dernier et je crois que nous allons avoir ensemble un bel avenir en Formule 1 ». Alors qu'il est pressenti pour être réserviste, e Domenico Schiattarella est finalement conservé en tant que titulaire. En effet, à la suite du séisme de Kōbe survenu le 17 janvier 1995, Tenoras, le commanditaire personnel de Noda doit revoir à la baisse son soutien financier. Un accord est toutefois trouvé entre Simtek et ses trois pilotes. Verstappen, bien que recruté le plus tardivement, est de fait titularisé, puisqu'il permet à Simtek de disposer d'une boîte de vitesses moderne ; Schiattarella, qui a déjà couru l'année précédente et participe au développement de la monoplace, est jugé plus apte que Noda pour la faire débuter en course et dispute la première partie de saison ; Noda, à la condition d'apporter dès le début de saison l'ensemble de ses liquidités disponibles, reçoit l'engagement de Simtek d'une titularisation pour la seconde moitié de la saison,,,.

#### Une nouvelle monoplace plus performante

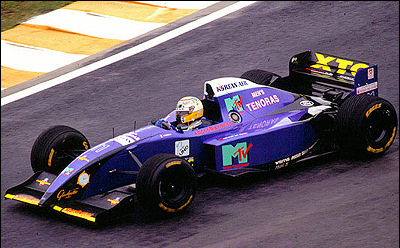
La Simtek S951 pilotée par Domenico Schiattarella.

La Simtek S951 se rend au Brésil, lieu du premier Grand Prix de la saison, sans avoir effectué d'essais préalables de déverminage. Les deux châssis sont assemblées à la hâte dans les stands d'Interlagos et, alors que l'ensemble des équipes termine le montage de ses monoplaces, Nick Wirth contient avec peine son impatience et sa colère dans les paddocks car il n'a pas encore reçu les extincteurs de bord de ses monoplaces or, sans cet équipement de sécurité, les S951 ne sont pas autorisées à participer à la première séance d'essais libres,,,.
Lors des qualifications, Jos Verstappen, à plus de 6 secondes de la pole position de Damon Hill, obtient la vingt-quatrième position sur la grille de départ. Schiatarella commet une erreur de pilotage et tape fort le muret. Sa monoplace est fortement endommagée et il doit se qualifier avec celle de son coéquipier. À huit secondes de la pole position, il réalise le dernier temps des qualifications,. Le lendemain, l'écurie ne dispute pas la séance d'échauffement (warm up), les deux pilotes de l'écurie britannique attendant des nouveaux composants de suspension arrivant du Royaume-Uni pour être montés sur les Simtek S951 endommagées la veille.
En course, grâce à un bon départ, Verstappen s'empare de la dix-septième place à l'issue du premier tour tandis que son coéquipier est vingt-quatrième. Schiattarella ne parvient à lutter qu'avec la Forti de Pedro Diniz et abandonne au douzième tour en raison d'un problème de tenue de route. Verstappen fait pour sa part jeu égal avec la Sauber de Karl Wendlinger, l'Arrows de Taki Inoue et la Minardi de Luca Badoer mais est contraint à l'abandon au seizième tour à la suite d'un problème d'embrayage alors qu'il était quatorzième. Ce premier Grand Prix montre les progrès de l'écurie par rapport à la saison 1994, Verstappen tourne en course en moyenne cinq secondes de plus que les Williams FW17 et les Benetton B195 et se révèle être même plus rapide que les Footwork FA16 et Minardi M195, deux monoplaces de milieu de grille,,,.
En Argentine, au terme d'une séance de qualification marquée par des conditions climatiques difficiles. Verstappen réalise la meilleure performance en qualifications de l'écurie en obtenant la quatorzième place sur la grille de départ, à moins de 4 secondes de la pole position du pilote Williams David Coulthard ; Schiattarella, qui doit se contenter du vingtième temps, devance toutefois la Sauber C14 de Karl Wendlinger et est plus rapide de 2 à 6 secondes que les Pacific PR02 et Forti FG01-95, les deux monoplaces les moins performantes du plateau,,.
En course, après l'organisation d'un second départ causé par l'accident du pilote Ferrari Jean Alesi, Verstappen se retrouve dixième dès le premier tour tandis que son coéquipier est quatorzième. Au neuvième tour, le Néerlandais gagne une position, puis se retrouve septième cinq boucles plus tard. Au neuvième tour, Schiattarella rétrograde en dix-neuvième position mais il remonte ensuite au classement et prend la treizième place au dix-septième tour, quand Verstappen atteint la sixième place, dans la zone des points. Le Néerlandais garde cette position pendant cinq tours avant d'être victime d'un problème de boîte de vitesses qui le fait chuter au douzième rang au vingt-troisième tour, où il abandonne. Schittarella profite des très nombreux abandons pour terminer la course en neuvième position, à quatre tours du vainqueur Damon Hill ; il devance de cinq tours les deux Forti Corse. L'Italien réussit la meilleure performance de l'écurie depuis la neuvième place de Jean-Marc Gounon au Grand Prix de France 1994,,.
Une semaine après le Grand Prix d'Argentine, quatre séances d'essais en Europe sont réalisées simultanément. Forti Corse n'y prend pas part, préférant se concentrer sur le développement de sa FG01-95 en soufflerie tandis que Simtek ne peut y participer en raison des difficultés financières qui minent l'écurie.
À Saint-Marin, le vendredi du Grand Prix, Nick Wirth, Barbara Weiler (la présidente de Simtek), Rudolf Ratzenberger (le père de Roland) et Hermann Wallner (le meilleur ami du pilote décédé) déposent une gerbe de fleurs, un drapeau autrichien et allument quelques cierges à Tosa où Roland Ratzenberger a eu son accident mortel l'année précédente.
Bien que ne disposant que de peu de moyens, Simtek introduit une évolution sur la S951 au niveau de la suspension arrière. Le tirant de suspension est désormais caréné, ce qui ajoute un troisième profil d'aile dans cette zone afin d'améliorer son efficacité aérodynamique. Lors de la séance de qualification, Verstappen obtient la dix-septième place sur la grille de départ, à presque 5 secondes de la pole position de Michael Schumacher. Domenico Schiattarella, vingt-troisième sur la grille de départ, devance les deux Forti de Roberto Moreno et Pedro Diniz et la Pacific de Andrea Montermini,.
La course se déroule sur une piste humide et, bien que la pluie ait cessé, tous les pilotes ont chaussé des pneus pluie. Verstappen gagne quatre places à l'issue du premier tour alors que son coéquipier est vingt-et-unième, puis dix-huitième trois boucles plus tard. Verstappen est onzième au troisième tour ; il dépasse Heinz-Harald Frentzen (Sauber) deux boucles plus loin, Ukyo Katayama (Tyrrell Racing) ensuite et profite de l'arrêt aux stands de Rubens Barrichello (Jordan Grand Prix) pour atteindre la huitième position au neuvième tour. Au suivant, le Néerlandais rétrograde en treizième position, gagne une place et finit par abandonner dans le quinzième tour à la suite d'une casse de boîte de vitesses. Schiattarella, quatorzième au vingt-cinquième tour, abandonne dix tours plus loin tour à cause d'une casse de suspension arrière. Le rythme de course de la S951 est supérieur à celui des Tyrrell 023 : en effet, dans son meilleur tour, Schiattarella est 1,7 seconde plus rapide que Katayama, le plus rapide de l'écurie de Ken Tyrrell,,,,.

#### La faillite de Simtek
Après la première manche européenne de la saison, des rumeurs de paddocks annoncent que Simtek ne se rendra pas à Barcelone pour disputer le Grand Prix d'Espagne. Nick Wirth y met fin en révélant que Domenico Schiattarela, qui devait initialement piloter pendant toute la première moitié de la saison, laissera son baquet à Hideki Noda à l'issue du Grand Prix de Monaco, cinquième manche du championnat. Wirth cherche ainsi à rassurer les commanditaires personnels du Japonais qui n'ont toujours pas versé leur contribution promise à l'entame de la saison. La presse spécialisée révèle également que les bonnes performances de Jos Verstappen ont attiré l'attention d'un riche Hollandais qui souhaite acheter Simtek dont le capital est réparti entre Nick Wirth (60 %), Conrad Schmidt (10 %) et Barbara Behlau, une femme d'affaires monégasque qui détient les 30 % restants. Cet investisseur pourrait procéder au rachat des parts de Schmidt et de Behlau dès le Grand Prix de Monaco, ce qui apporterait de nouvelles ressources financières pour permettre à Nick Wirth de développer la S951.
Le vendredi soir du Grand Prix d'Espagne, à l'occasion d'un dîner qui réunit de nombreuses personnalités du monde de la Formule 1, Flavio Briatore s'entretient avec Christian Contzen, le directeur de Renault Sport qui motorise les deux écuries les plus performantes du plateau, Williams F1 Team et Benetton Formula. Briatore expose à cette occasion sa vision future de la discipline : « Les grandes écuries doivent aider les petites en les prenant en charge partiellement. La répartition des équipements technologiques entre toutes les équipes est un bienfait général. Tout le monde nous accuse d'avoir bradé Jos Verstappen en le transférant chez Simtek. En fait, nous le prêtons à Simtek, c'est une pratique courante en football. Grâce à lui, les Simtek n'ont jamais été aussi bien placées au départ. Benetton fournit également Simtek en boîtes de vitesses. Maintenant, c'est aux autres top teams de nous imiter. »
Lors de la session de qualification, Verstappen obtient le seizième rang sur la grille, à plus de quatre secondes de la pole position de Michael Schumacher tandis que Schiattarella réalise le vingt-deuxième temps et devance les pilotes des écuries Pacific et Forti,,.
En course, Verstappen perd une place dès le premier tour alors que Schiattarella dépasse la Sauber de l'Autrichien Karl Wendlinger. Au seizième tour, les Simtek profitent des arrêts aux stands pour occuper les treizième et dix-neuvième places. Quatre boucles plus loin, Verstappen s'arrête au stand et repart dix-huitième alors que son coéquipier est quinzième. Schiattarella s'arrête au vingt-troisième tour et repart vingtième. Les deux Simtek stagnent dans le peloton jusqu'à la ligne d'arrivée. Verstappen, en difficulté durant toute la course car il a perdu l'usage du deuxième rapport de sa boîte de vitesses, termine douzième à deux tours du vainqueur Schumacher ; Schiattarella termine quinzième et dernier, avec quatre tours de retard. Pour la première et unique fois de la saison, les deux Simtek terminent la course, qui plus est à un rythme honorable puisqu'elles devancent les Minardi M195 d'une seconde au tour,,,.
Au Grand Prix de Monaco, Nick Wirth révèle que, depuis son engagement en Formule 1, son écurie a accumulé six millions de livres sterling de dettes, notamment en raison de la défection des commanditaires d'Hideki Noda (dont Tenoras) qui devaient apporter un complément de budget dès le début de saison mais se sont brusquement retirés à la suite du séisme de Kōbe. D'autre part, le partenariat avec la boisson énergétique XTC, dont les logos ornent l'aileron arrière de la monoplace lors des trois premiers Grands Prix, vire au cauchemar quand les relevés de virement bancaire se révèlent être falsifiés : en réalité, XTC n'a jamais versé de contrepartie financière à Simtek. En désespoir de cause, Nick Wirth ne voit comme solution pérenne que la revente de son écurie. Il propose ses parts dans l'équipe à son pilote Jos Verstappen et à David Spears, le propriétaire de l'écurie Super Nova Racing engagée en Formule 3000. Tom Walkinshaw, fondateur du Tom Walkinshaw Racing et directeur de Ligier est également approché, de même que David Richards, fondateur de la société Prodrive, spécialisée dans la préparation automobile et le sport automobile et basée à Banbury, mais aucun ne se montre intéressé par la reprise de l'écurie. Un symbole des difficultés croissantes de Wirth est le fait que Simtek ne dispose plus que de trois boîtes de vitesses pour disputer l'intégralité du Grand Prix de Monaco,.
Lors des qualifications, Schiattarella obtient la vingtième place sur la grille de départ (à plus de 6 secondes de la pole position de Damon Hill) et devance pour la première fois de la saison Verstappen, auteur du vingt-troisième de la séance,,,.
Au départ de la course, Damon Hill jaillit de la pole position, suivi par Michael Schumacher. Derrière, trois pilotes roulent de front ; Gerhard Berger est à gauche de la piste, David Coulthard au milieu et Jean Alesi à droite. Coulthard tasse Berger qui touche le rail et rebondit vers la piste ; Coulthard l'évite en se rabattant sur Alesi et escalade sa monoplace tandis que Berger percute également le Français. Derrière, sept voitures s'accrochent pour éviter le carambolage ou calent en pleine piste. Le drapeau rouge est sorti et un second départ est donné. Schiattarella, impliqué dans les incidents du premier départ ne peut prendre part à la course car Simtek n'a pas de voiture de secours (« voiture-mulet ») à proposer à son pilote. Verstappen s'aligne pour le second départ mais casse sa boîte de vitesses dès les premiers hectomètres de course,,.

#### Tentative de sauvetage de l'écurie et liquidation judiciaire

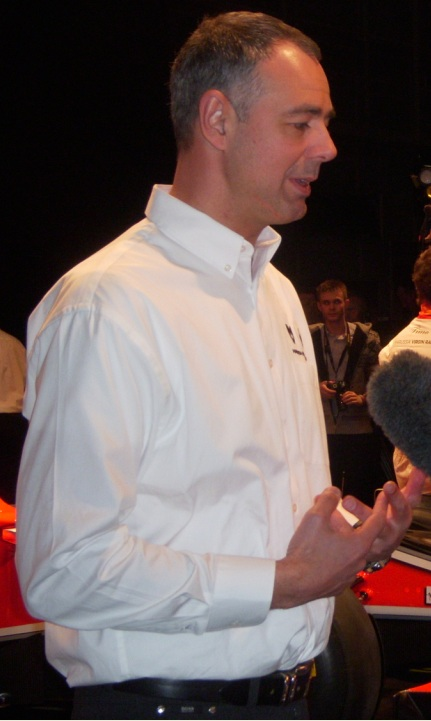
Nick Wirth, ici en 2011, ferme son écurie après moins d'une saison et demie passée en Formule 1.

Faute de moyens financiers, l'écurie annonce qu'elle envisage de renoncer à se rendre au Grand Prix du Canada. Nick Wirth poursuit ses recherches de crédits et démarche d'éventuels commanditaires pour pouvoir participer au Grand Prix de France. Parallèlement, il reste en négociation avec l'éventuel repreneur hollandais. En effet, si l'équipe était rachetée, le bol d'air financier encouragerait les « commanditaires historiques » que sont MTV, Korean Air et Russel Athletic à poursuivre avec Simtek ce qui permettrait d'assurer le développement d'une S951 qui n'a presque pas évolué depuis le début de la saison.
Le jeudi 1er juin, une semaine après le Grand Prix de Monaco, Nick Wirth tient une conférence de presse et confirme officiellement que Simtek déclare forfait pour le Grand Prix du Canada. « Aujourd'hui est un jour très triste pour toutes les personnes impliquées dans le projet Simtek Grand Prix. Vendredi dernier, à Monaco, j'ai expliqué aux journalistes des divers médias internationaux nos problèmes actuels liés à la défection d'un de nos partenaire qui n'a pas pu remplir ses obligations. Je me suis largement exprimé sur notre situation : si une solution de secours n'est pas trouvée pour remplacer les fonds manquants cette semaine, l'avenir de l'écurie est directement menacé. Tout au long du week-end à Monaco, lors de réunions interminables, nos sponsors, partenaires et créanciers nous ont demandé de continuer mais aucun d'entre eux n'a pour autant engagé les fonds pour nous permettre de le faire. Ces derniers mois, l'équipe a démontré son potentiel, lié en grande partie au travail de notre pilote hollandais. Jos, qui sortait d'une première saison difficile chez Benetton, a montré un engagement absolu envers Simtek Grand Prix. Inévitablement, nous avons tissé de forts liens avec la Hollande et beaucoup de nos discussions de partenariat récentes ont été menées avec des entreprises et des particuliers néerlandais. Pourtant, et cela est particulièrement décevant, nous n'avons pas su nous attirer le soutien que nous attendions de ce pays. Mes partenaires, Barbara Behlau et Konrad Schmidt, nos sponsors et nos fournisseurs ont fait preuve de dévouement et d'un grand soutien à l'équipe tout au long de notre brève aventure en Formule 1 ; ce sera une tragédie si ceux qui envisagent de soutenir l'écurie ne prennent pas une décision à temps. »,.
Jos Verstappen complète les déclarations de son patron en déclarant dans le même temps : « Je suis très en colère de ne pas courir au Canada. J'aime piloter la Simtek S951 et, grâce à mon poste d'essayeur chez Benetton, j'ai la possibilité de comparer les deux monoplaces. Je peux ainsi constater que Simtek travaille avec la bonne approche technique. Il est vraiment dommage qu'à cause de problèmes de sponsoring, Simtek ne puisse pas démontrer tout le potentiel de la voiture. »
Les négociations avec d'éventuels partenaires hollandais ayant échoué, Simtek demande à MTV ainsi qu'à Russel Athletic et Korean Air d'augmenter leurs financements ; ceux-ci n'acceptent qu'à condition que l'écurie assainisse ses bases financières. La presse spécialisée annonce que MTV, via sa filiale Viacom, société de production et de distribution de films, propriétaire de Paramount Pictures, pourrait soutenir l'écurie en se servant des monoplaces comme support publicitaire pour la promotion du film Forrest Gump, qui a déjà engendré un bénéfice de 56 millions de dollars au premier trimestre de l'année 1995.
Afin de ne pas accroître les difficultés de l'écurie, Bernie Ecclestone, le propriétaire des droits commerciaux de la Formule 1, décide de ne pas infliger une amende à Simtek pour son forfait du Canada. Pour cela, il privilégie la lettre à l'esprit du règlement en démontrant que, au moment où les faits se produisent, les accords Concorde stipulent que les écuries s'engagent à disputer les seize courses du championnat, or en 1995, le championnat comporte dix-sept épreuves : un forfait d'une course ne peut donc pas être sanctionné.
Simtek, incapable de mettre au point un plan de sauvetage, est mis en liquidation judiciaire à la mi-juin 1995, Nick Wirth préférant cesser son activité plutôt que d'accumuler encore les dettes. Simtek devient la dixième écurie de Formule 1 à disparaitre en quatre ans après AGS, Coloni, Modena Team, Andrea Moda Formula, March, Brabham, Fondmetal, Scuderia Italia, Lotus et Larrousse. Une trentaine d'employés est mise au chômage tandis que Nick Wirth tente d'assurer la survie de son bureau d'études Simtek Research.
Quelques jours plus tard, le bureau d'études Simtek Resarch est également déclaré en faillite. Au total, quarante-huit employés sont licenciés. L'agence Touche Ross est chargée de trouver un repreneur avant le Grand Prix de France, le 2 juillet, puis en cas d'échec, de procéder à la liquidation des sociétés pour rembourser les créanciers. Les actifs se composent de deux usines dernier cri à Banbury, constituées d'une soufflerie, d'un bureau d'étude disposant de matériel informatique de dernière génération, d'un atelier de réalisation de maquettes, d'un atelier de fabrication de pièces détachées, et d'un atelier de montage. David Richards, le patron de Prodrive qui occupe les locaux jouxtant ceux de Simtek, se montre intéressé par l'achat d'une partie des actifs.
Lors de la vente aux enchères, le châssis S951/1, généralement mis à disposition de Verstappen, est vendu 18 000 livres, tandis que celui de Schiattarella (S951/2) est vendu 16 000 livres. Deux Simtek S941 de la saison précédente sont vendues pour moins de 10 000 livres. Un châssis et des pièces détachées sont achetés par Ford-Cosworth, un des créanciers de Simtek, qui souhaite l'exposer dans ses ateliers, aux côtés d'une Jordan 191. Le camion de transport des voitures est acquis pour 48 000 livres par une écurie disputant le championnat britannique des voitures de tourisme ; un tableau d'affichage de piste est adjugé 100 livres, un pneumatique Goodyear utilisé par Verstappen à Monaco a été adjugé pour 10 livres et un VTT offert par Roland Ratzenberger à Wirth à l'occasion de son premier Grand Prix 420 livres. Au total, la vente aux enchères permet de récolter 250 000 livres, loin de combler les 6 millions de livres de dettes,.

## Résultats en championnat du monde de Formule 1
| Saison | Écurie          | Châssis     | Moteur               | Pneus    | Pilotes                                                                                                | Grands Prix disputés | Points inscrits | Classement |
| ------ | --------------- | ----------- | -------------------- | -------- | --- | -------------------- | --------------- | ---------- |
| 1994   | MTV Simtek Ford | Simtek S941 | Ford-Cosworth HB6 V8 | Goodyear | David Brabham Domenico Schiattarella Taki Inoue Jean-Marc Gounon Roland Ratzenberger Andrea Montermini | 16                   | 0               | 12e        |
| 1995   | MTV Simtek Ford | Simtek S951 | Ford-Cosworth EDB V8 | Goodyear | Domenico Schiattarella Jos Verstappen                                                                  | 5                    | 0               | 11e        |

| Saison | Écurie          | Châssis     | Moteur               | Pneumatiques | Pilotes                | Courses | Courses | Courses | Courses | Courses | Courses | Courses | Courses | Courses | Courses | Courses | Courses | Courses | Courses | Courses | Courses | Courses | Points inscrits | Classement |
| Saison | Écurie          | Châssis     | Moteur               | Pneumatiques | Pilotes                | 1       | 2       | 3       | 4       | 5       | 6       | 7       | 8       | 9       | 10      | 11      | 12      | 13      | 14      | 15      | 16      | 17      | Points inscrits | Classement |
| Saison | Écurie          | Châssis     | Moteur               | Pneumatiques | Pilotes                | BRÉ     | PAC     | SMR     | MON     | ESP     | CAN     | FRA     | GBR     | ALL     | HON     | BEL     | ITA     | POR     | EUR     | JAP     | AUS     |         | Points inscrits | Classement |
| 1994   | MTV Simtek Ford | Simtek S941 | Ford-Cosworth HB6 V8 | Goodyear     |                        |         |         |         |         |         |         |         |         |         |         |         |         |         |         |         |         |         |                 |            |
| 1994   | MTV Simtek Ford | Simtek S941 | Ford-Cosworth HB6 V8 | Goodyear     | David Brabham          | 12e     | Abd     | Abd     | Abd     | 10e     | 14e     | Abd     | 15e     | Abd     | 11e     | Abd     | Abd     | Abd     | Abd     | 12e     | Abd     |         | 0               | 12e        |
| 1994   | MTV Simtek Ford | Simtek S941 | Ford-Cosworth HB6 V8 | Goodyear     | Roland Ratzenberger    | Nq      | 11e     | Np      |         |         |         |         |         |         |         |         |         |         |         |         |         |         | 0               | 12e        |
| 1994   | MTV Simtek Ford | Simtek S941 | Ford-Cosworth HB6 V8 | Goodyear     | Andrea Montermini      |         |         |         |         | Nq      |         |         |         |         |         |         |         |         |         |         |         |         | 0               | 12e        |
| 1994   | MTV Simtek Ford | Simtek S941 | Ford-Cosworth HB6 V8 | Goodyear     | Jean-Marc Gounon       |         |         |         |         |         |         | 9e      | 16e     | Abd     | Abd     | 11e     | Abd     | 15e     |         |         |         |         | 0               | 12e        |
| 1994   | MTV Simtek Ford | Simtek S941 | Ford-Cosworth HB6 V8 | Goodyear     | Domenico Schiattarella |         |         |         |         |         |         |         |         |         |         |         |         |         | 19e     |         | Abd     |         | 0               | 12e        |
| 1994   | MTV Simtek Ford | Simtek S941 | Ford-Cosworth HB6 V8 | Goodyear     | Taki Inoue             |         |         |         |         |         |         |         |         |         |         |         |         |         |         | Abd     |         |         | 0               | 12e        |
|        |                 |             |                      |              |                        | BRÉ     | ARG     | SMR     | ESP     | MON     | CAN     | FRA     | GBR     | ALL     | HON     | BEL     | ITA     | POR     | EUR     | PAC     | JAP     | AUS     |                 |            |
| 1995   | MTV Simtek Ford | Simtek S951 | Ford-Cosworth EDB V8 | Goodyear     | Domenico Schiattarella | Abd     | 9e      | Abd     | 15e     | Abd     |         |         |         |         |         |         |         |         |         |         |         |         | 0               | 11e        |
| 1995   | MTV Simtek Ford | Simtek S951 | Ford-Cosworth EDB V8 | Goodyear     | Jos Verstappen         | Abd     | Abd     | Abd     | 12e     | Abd     |         |         |         |         |         |         |         |         |         |         |         |         | 0               | 11e        |

Légende : ici 

## Bilan des pilotes de Simtek
| Pilotes                | Grand Prix disputés | Victoires | Podiums | Points inscrits | Pole positions | Meilleur tour en course |
| ---------------------- | ------------------- | --------- | ------- | --------------- | -------------- | ----------------------- |
| David Brabham          | 16                  | 0         | 0       | 0               | 0              | 0                       |
| Jean-Marc Gounon       | 7                   | 0         | 0       | 0               | 0              | 0                       |
| Domenico Schiattarella | 7                   | 0         | 0       | 0               | 0              | 0                       |
| Jos Verstappen         | 5                   | 0         | 0       | 0               | 0              | 0                       |
| Taki Inoue             | 1                   | 0         | 0       | 0               | 0              | 0                       |
| Roland Ratzenberger    | 1                   | 0         | 0       | 0               | 0              | 0                       |
| Andrea Montermini      | 0                   | 0         | 0       | 0               | 0              | 0                       |